# Tramway de Gand
Le tramway de Gand est un réseau de tramway desservant la ville belge éponyme créé en 1874, et exploité depuis 1991 par le service de transports flamands De Lijn.
Le réseau de tramway comprend 4 lignes (lignes T1, T2, T3, et T4) qui relient les quartiers de la ville à sa proche banlieue. Certaines lignes comprennent dans leurs parcours des routes courtes fonctionnant pendant les heures de pointe. La longueur totale du réseau est de 32 km.

## Le réseau actuel
Le réseau est restructuré le 6 janvier 2024, une quatrième ligne est créée à cette occasion.
Depuis cette date, le réseau est constitué des lignes : 
| Ligne | Trajet                                                                                       |
| ----- | -------------------------------------------------------------------------------------------- |
| T1    | Flanders Expo - Gare de Gand-Saint-Pierre - Kouter - Zuid - Ledeberg - Gentbrugge Stelplaats |
| T2    | Everghem - Wondelgem - Rabot - Korenmarkt - Zuid - Melle Leeuw                               |
| T3    | Zwijnaarde Bibliotheek - Gare de Gand-Saint-Pierre - Kouter - Zuid - Ledeberg - Moscou       |
| T4    | UZ (CHU) - Gare de Gand-Saint-Pierre - Rabot - Muide - Langesteenstraat                      |

## Histoire

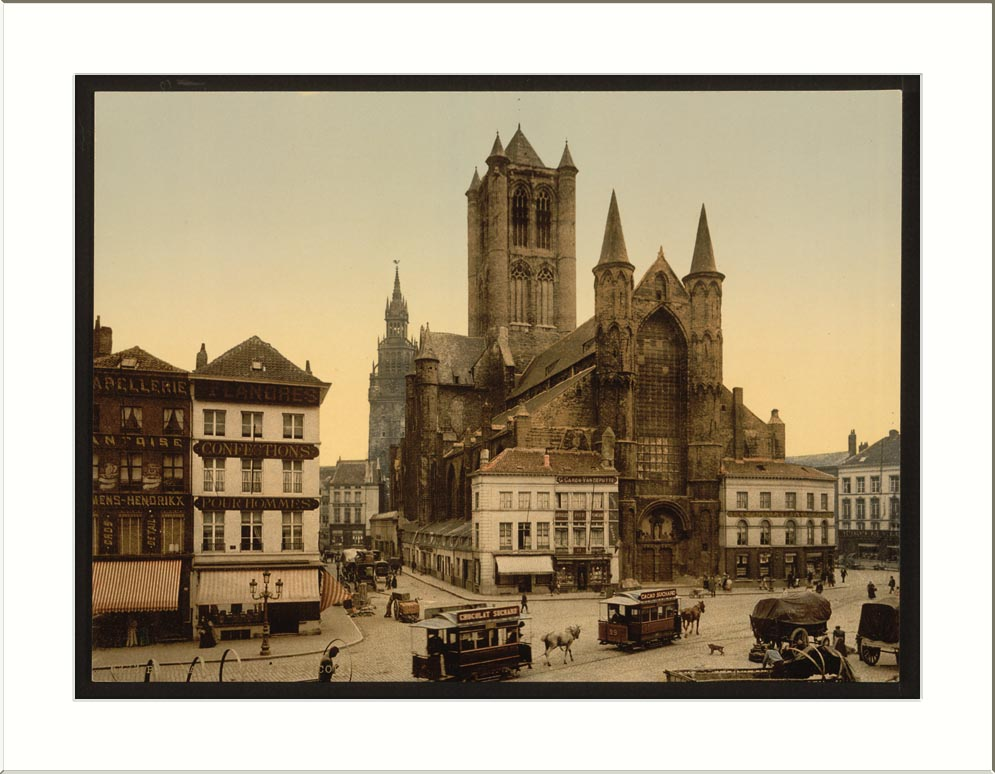
Trams devant l'église Saint Nicolas

Les premiers trams tractés par chevaux sont apparus dans la ville de Gand en 1874 ou 1875. 

### Les tramways hippomobiles
L'exploitant du tramway à cheval était la Compagnie des tramways de la ville de Gand de 1874/75 jusqu'en 1897, sur la ligne Korenmarkt - Gare de Gand-Sud.
Le parc alors était composé de 43 voitures à voie normale, dont 14 ouvertes et 29 fermées. La compagnie possédait presque 100 chevaux pour tracter ses trams.
En outre, le réseau du tramway urbain était en relation avec les chemins de fer vicinaux qui se développaient alors. La première ligne à traction à vapeur est ouverte le 23 novembre 1886 entre Rabot et Zomergem.

### L'exploitation par les TEG (1904-1961)

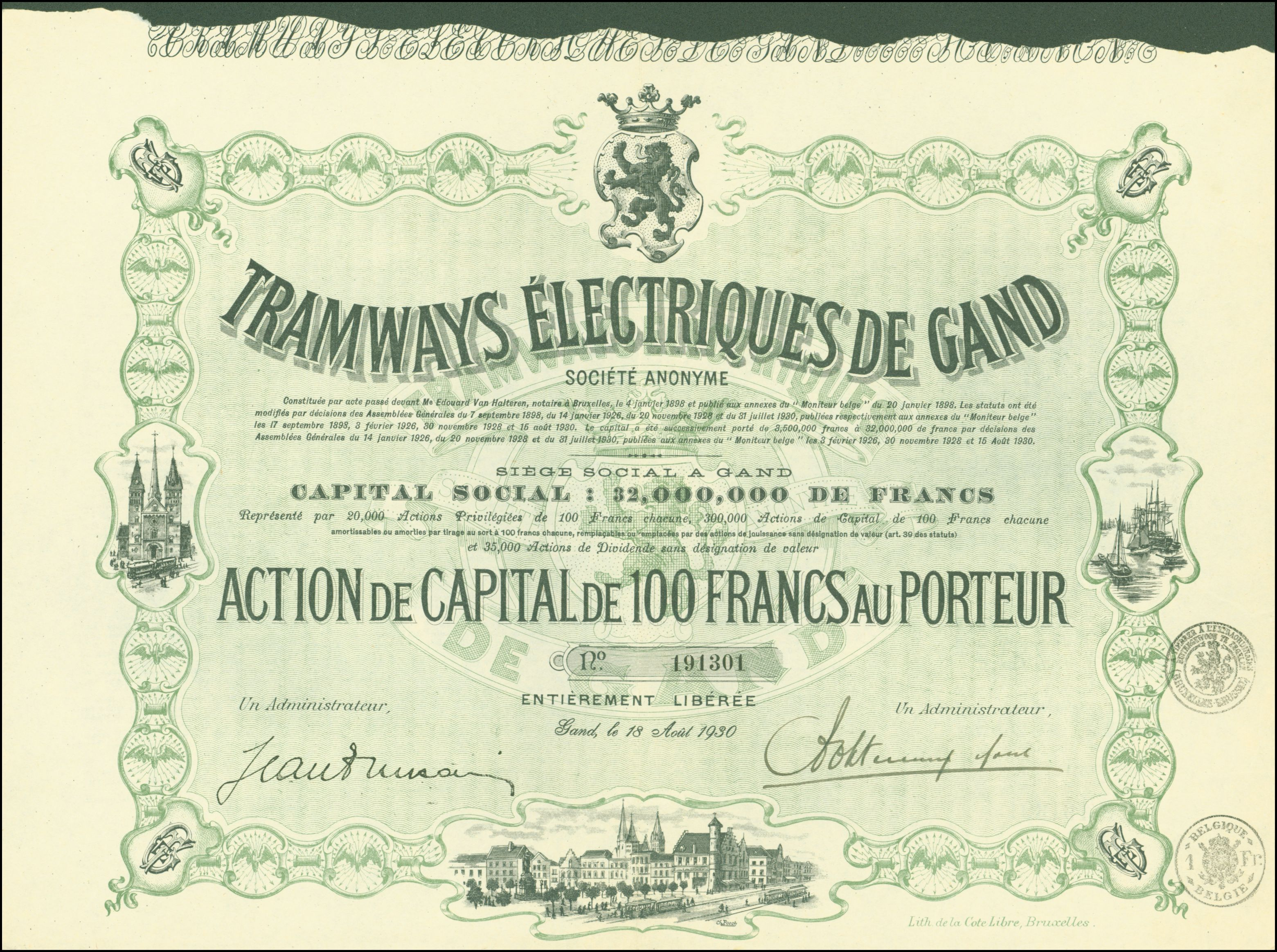
Action de la Société Anonyme des Tramways Electriques de Gand en date du 18 août 1930

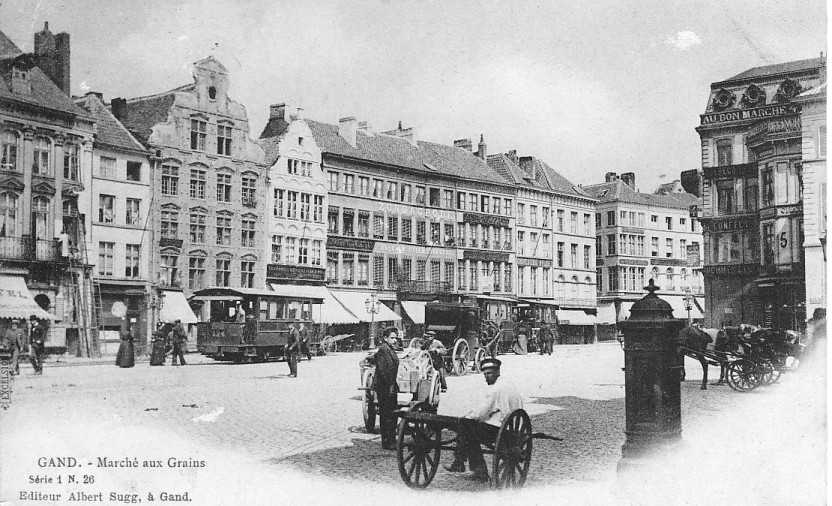
Tramway électrique à accumulateurs, Place du Marché aux grains

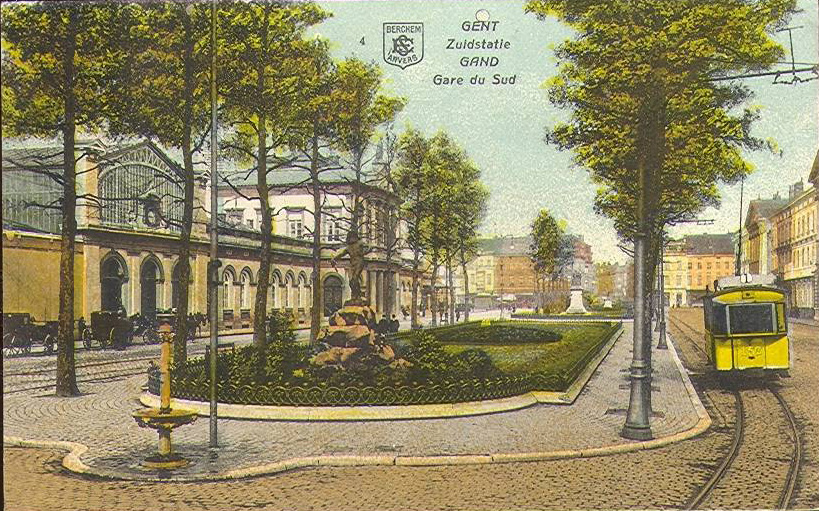
Tramway électrique à perche circulant sur la ligne 1, devant la Gare de Gand-Sud, entre 1907 et 1919

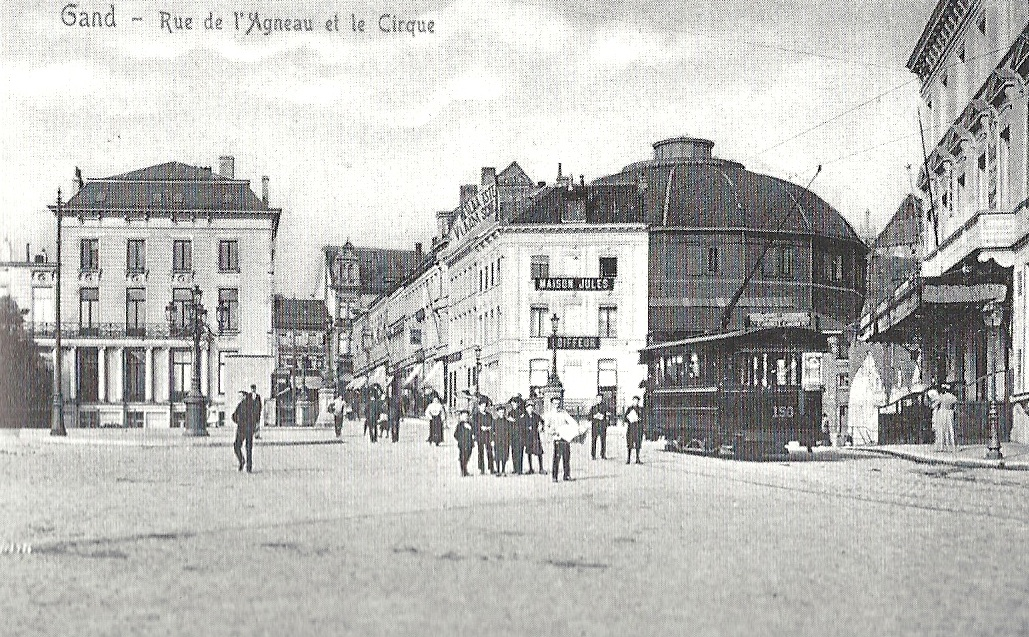
Tramway électrique à perche n°150, vers 1920

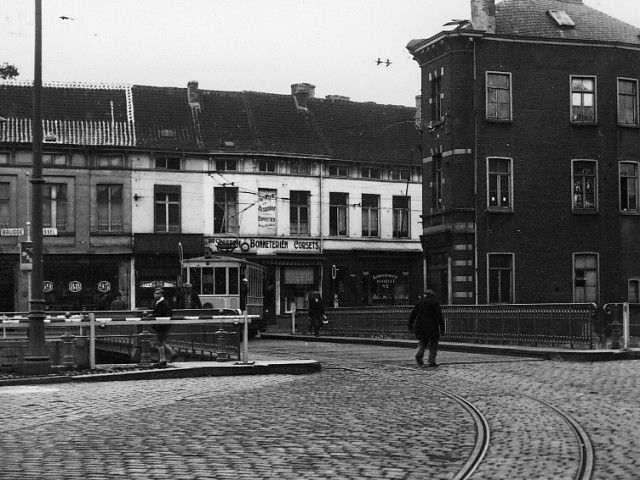
Tramway sur le Bargiebrug, en 1933

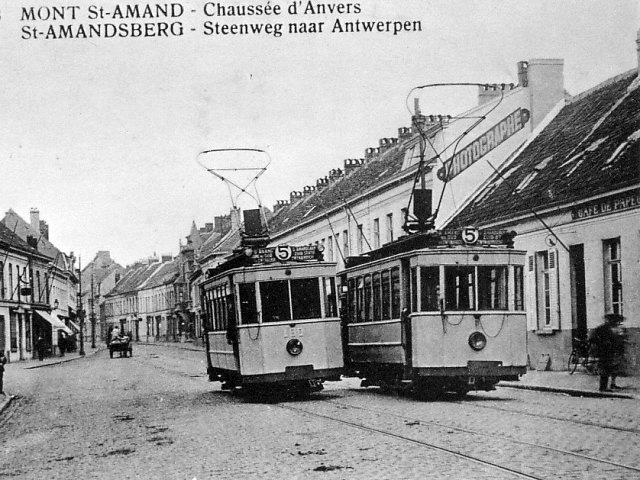
Croisement de deux tramways électriques à archets de la ligne 5 à Mont-Saint-Amand

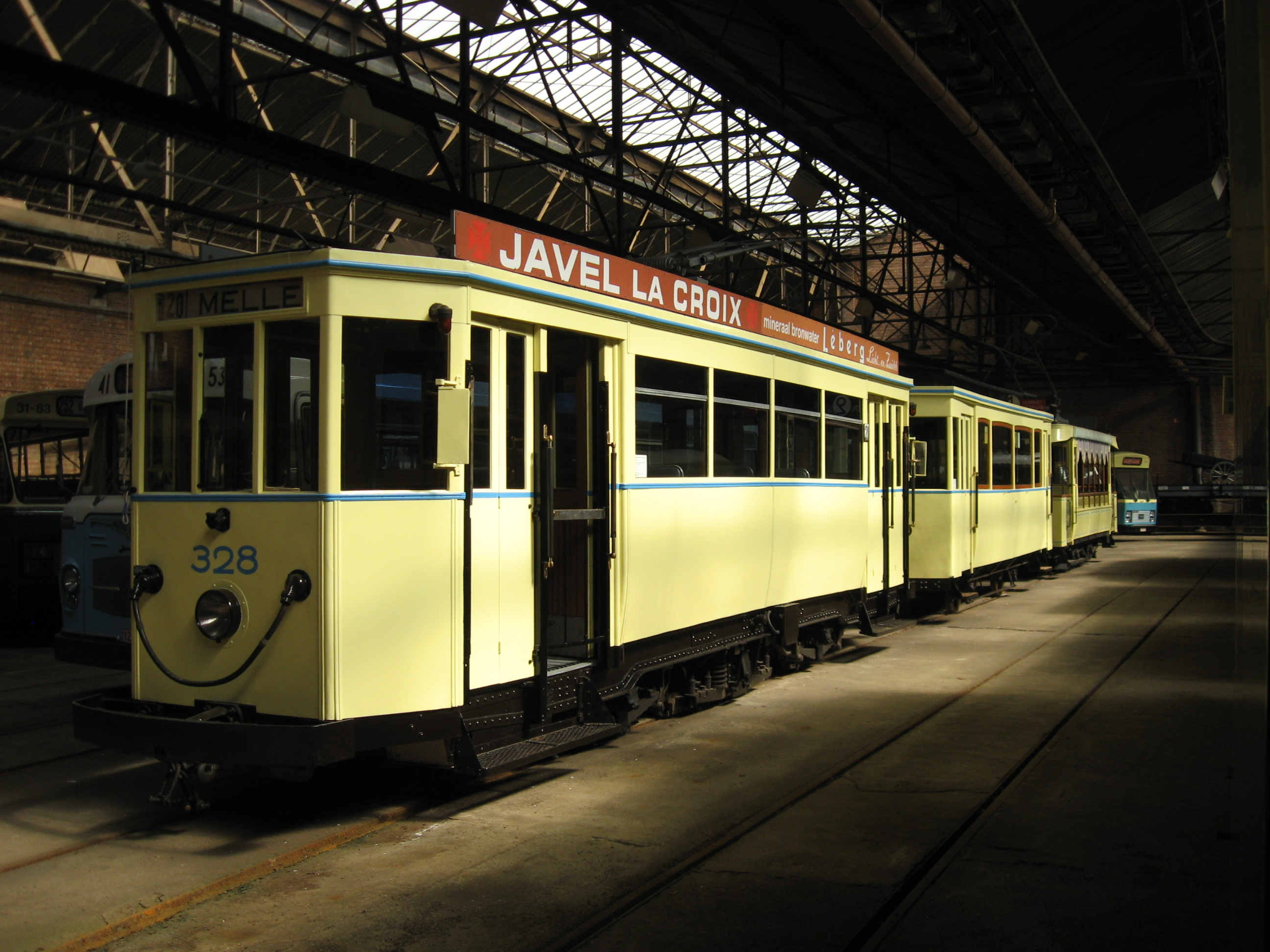
Vieux tram gantois au musée flamand de tramways et d'autobus

Le 13 août 1897 sont accordées deux concessions de tramways, l'une à la Société Anonyme des Railways économiques de Liège-Seraing et extensions (RELSE) et l'autre à la Compagnie générale des railways à voie étroite, dépendant toutes deux du groupe Empain.
Le 4 janvier 1898, elles fusionnent pour former la Société anonyme de tramways électriques de Gand (TEG), afin de remplacer la traction hippomobile par des tramways électriques à accumulateurs. Ce choix était destiné à éviter l'usage d'une ligne aérienne de contact, jugée disgracieuse.
Les tramways à accumulateurs avaient une puissance de 25 ch. Chaque voiture avait une capacité de 45 places et la vitesse était limitée par le traité de concession à 12 km/h. Pour le rechargement des batteries d'accumulateurs, une centrale électrique spéciale de 600 kW a été construite.
Compte tenu des difficultés rencontrées, la TEG décida de renoncer aux accumulateurs en 1903, et les premières lignes électriques dotées d'une ligne aérienne de contact furent mises en service en 1904. Cette évolution s'accompagna d'une mise à voie métrique du réseau.

#### Le réseau en 1906
Depuis 22 janvier 1906, un numéro et une couleur distincts sont accordés à chaque ligne. À bord, la destination du tramway était inscrite en français et en flamand (jusqu'alors, la destination était inscrite seulement en français). Il existait 6 lignes de tramway :
| Ligne | Trajet                                            |
| ----- | ------------------------------------------------- |
| 1     | Gasmeterlaan - Arsenaal                           |
| 2     | Sassepoort - Stelplaats (Dépôt)                   |
| 2     | Muide - Meulestede                                |
| 3     | Brugsepoort - Dampoort                            |
| 4     | Sint-Jacobs - Gare Gand-Saint-Pierre - Korenmarkt |
| 5     | Mont-Saint-Amand - Gare de Gand-Sud               |

#### Évolutions du réseau
Un service de soirée fut créé le 21 octobre 1906 pour desservir la ville à la fin des pièces au théâtre de la saison, avec un prolongement du service vers Ledeberg, la gare de Gand-Sud, la gare de Gand-Saint-Pierre, Heuvelpoort, Rabot, le port d'Anvers et Korenmarkt. La date de suppression de ce service  est inconnue.
Le 9 novembre 1907, les trams de la ligne ont parcouru pour la première fois Cataloniestraat depuis Korenmarkt, mais aussi en direction de gare de Gand-Saint-Pierre depuis Botermaarkt. Avant ce changement, l'itinéraire se faisait à travers Lange Munt et Vrijdagsmarkt.
Le 14 décembre 1910, est inaugurée l'extension de la ligne 3 depuis l'église de Saint-Jean le Baptiste vers Rooigemlaan.
Le 20 février 1913 est mise en service la ligne 6 entre Muilde et Meulestede et, depuis le 13 mars de la même année, commence l'exploitation de la ligne 7 entre Stapelplaats et De Sterre. Le parcours de la ligne 5 est modifié en conséquence et dessert désormais Antwerpsesteenweg, Zuid et Zwijnaardsesteenweg.
Le 10 janvier 1914, les parcours des lignes 2 et 4 changent. Les tramways empruntent respectivement Zonnestraat et Arsenaal, pour la 2, et De Sterre et Muide à travers la gare Saint-Pierre et Korenmarkt pour la 4.
Selon un guide allemand, les lignes de tramway en 1916 étaient les suivantes :
| Ligne | Trajet                                                                                  |
| ----- | --------------------------------------------------------------------------------------- |
| 1     | Arsenaal - Sint-Lievensbrug - Gare de Gand-Sud - Korenmarkt - Rabot                     |
| 2     | Arsenaal - Van Arteveldeplaats - Gare de Gand-Sud - Kouter - Zonnestraat                |
| 3     | Brugsepoort - Korenmarkt - Sint-Jacobs - Dampoort                                       |
| 4     | Sassepoort - Korenmarkt - Gare de Gand-Saint-Pierre - De Sterre (dépôt des chevaux)     |
| 5     | Antwerpsesteenweg - Dampoort - Gare de Gand-Sud - Heuvelpoort - Zwijnaardsesteenweg     |
| 6     | Sassepoort - Meulestede                                                                 |
| 7     | Stapelplaats - Sint-Jacobs - Gare de Gand-Sud - Heuvelpoort - Gare de Gand-Saint-Pierre |
| 10    | Arsenaal - Melle                                                                        |
| -     | Gare de Gand-Sud - Ledeberg - Merelbeke                                                 |

- En automne 1919, les perches de captage sont remplacées par des archets, un système plus efficace de captage du courant.
- Le 28 novembre 1920, la ligne 2 a été prolongée à Coupure.
- La ligne 8 a été créée en avril 1922 et reliait la gare de Gand-Saint-Pierre à De Sterre.
- Depuis le 14 avril 1923, le parcours de la ligne 3 est entre Zandeken et Mariekerke.
- Le 9 décembre 1923, la ligne 8 a été prolongée jusqu'à Coupure à travers Bernard Spaelaan.
- Depuis le 14 septembre 1924 la ligne 3 est prolongée à Mont-Saint-Amand (Gentbruggebrug) par Heirnisplein.
- Le 21 décembre 1925, le pont de Rozemarijn était prêt à accueillir le tram. La ligne 8 a été supprimée et remplacée par la ligne 2 qui circule entre Sterre, la gare de Gand-Saint-Pierre et Arsenaal.
- Le 10 juillet 1926, les trams atteignent Van Beverenplein (prolongement depuis Gasmeterlaan)
- Le 12 août 1928, la ligne 8 entre De Sterre et la Gare Saint-Pierre est rouverte tandis que la ligne 2 est limitée en gare de Gand-Saint-Pierre.
- Depuis le 10 avril 1929 la ligne 5 roule sur Priesterstraat (actuellement Doornzelestraat) et Heilig Kerst vers Muide.
- La ligne 9 a été créée à la suite de la fermeture de la gare de Gand-Sud le 7 octobre 1928 et son trajet allait de la gare de Gand-Saint-Pierre à Hoveniersstraat. Le service a été prolongé à Arsenaal le 16 janvier 1929.
- Depuis le 16 avril 1930, la ligne 9 se dirige vers Rabot à travers Coupure Rechts et Begijnhoflaan.
- Depuis le 26 juillet 1931, la ligne 5 va jusqu'à Rerum-Novarumplein et son arrêt final est Zwijnaarde.
- Depuis 5 septembre 1931, la ligne 1 est prolongée à Moscou.
- Dès 1932, la ligne 7 passe sous le viaduc ferroviaire pour atteindre Motorstraat. L'arrêt final s'appelait Darsen.
- Du 3 janvier 1932 au 15 novembre 1933 et définitivement depuis octobre 1940, le trajet entre la gare de Gand-Saint-Pierre et Muide est accordé à la ligne 10.
- En 1956, le TEG expérimentent une technologie novatrice, le gyrobus, dont trois exemplaires desservaient la ligne  Gand - Merelbeke. Ces véhicules routiers électriques à stockage d'énergie par volant d’inertie se trouvant au centre de la caisse, avec un axe de rotation vertical, ne démontrèrent pas leur efficacité, et l'expérience cessa en 1959.

### L'exploitation par la MIVG (1961-1991)

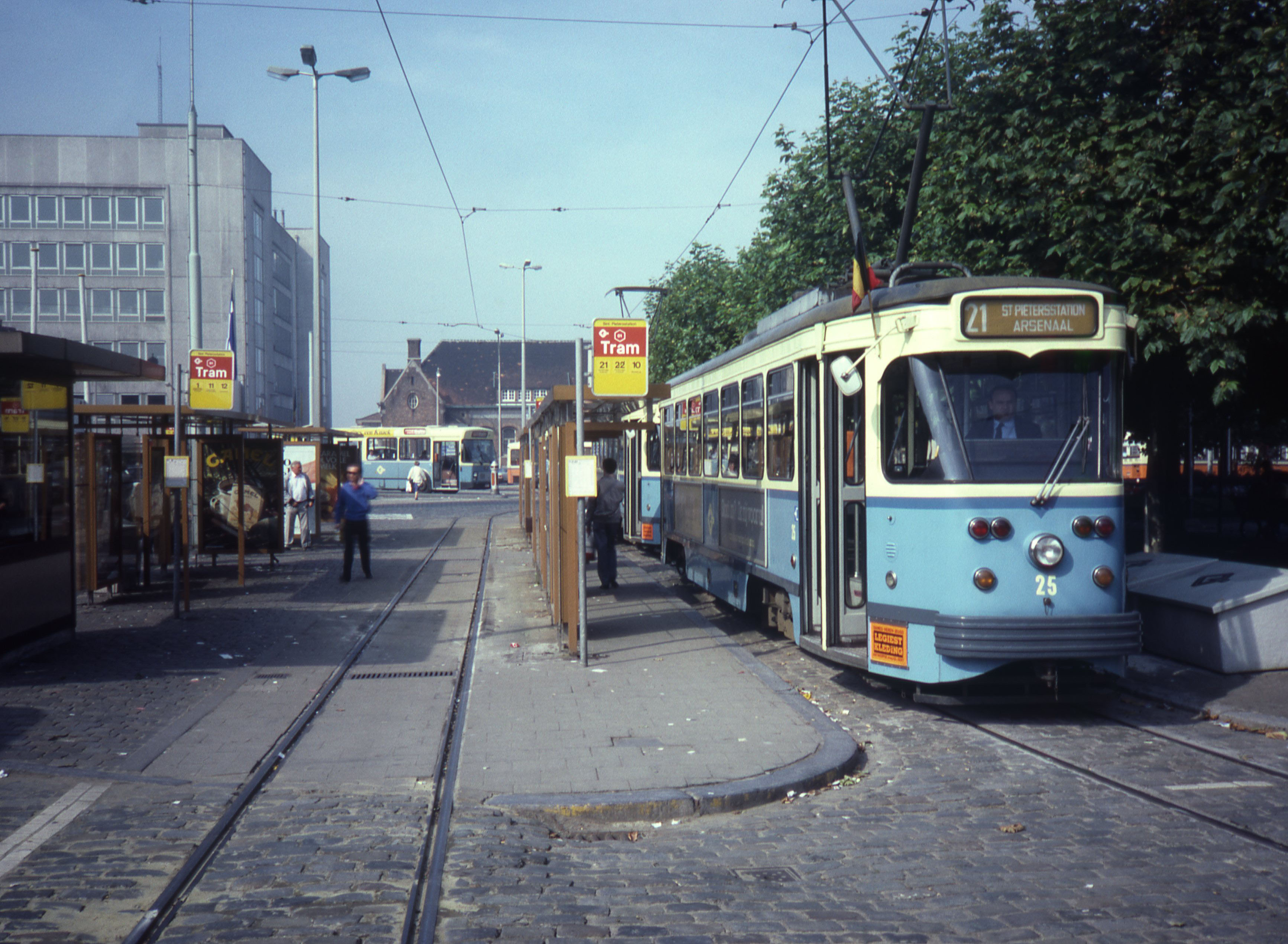
Tramway de type PCC à la gare de Gand Saint Pierre en couleur bleu du MIVG.

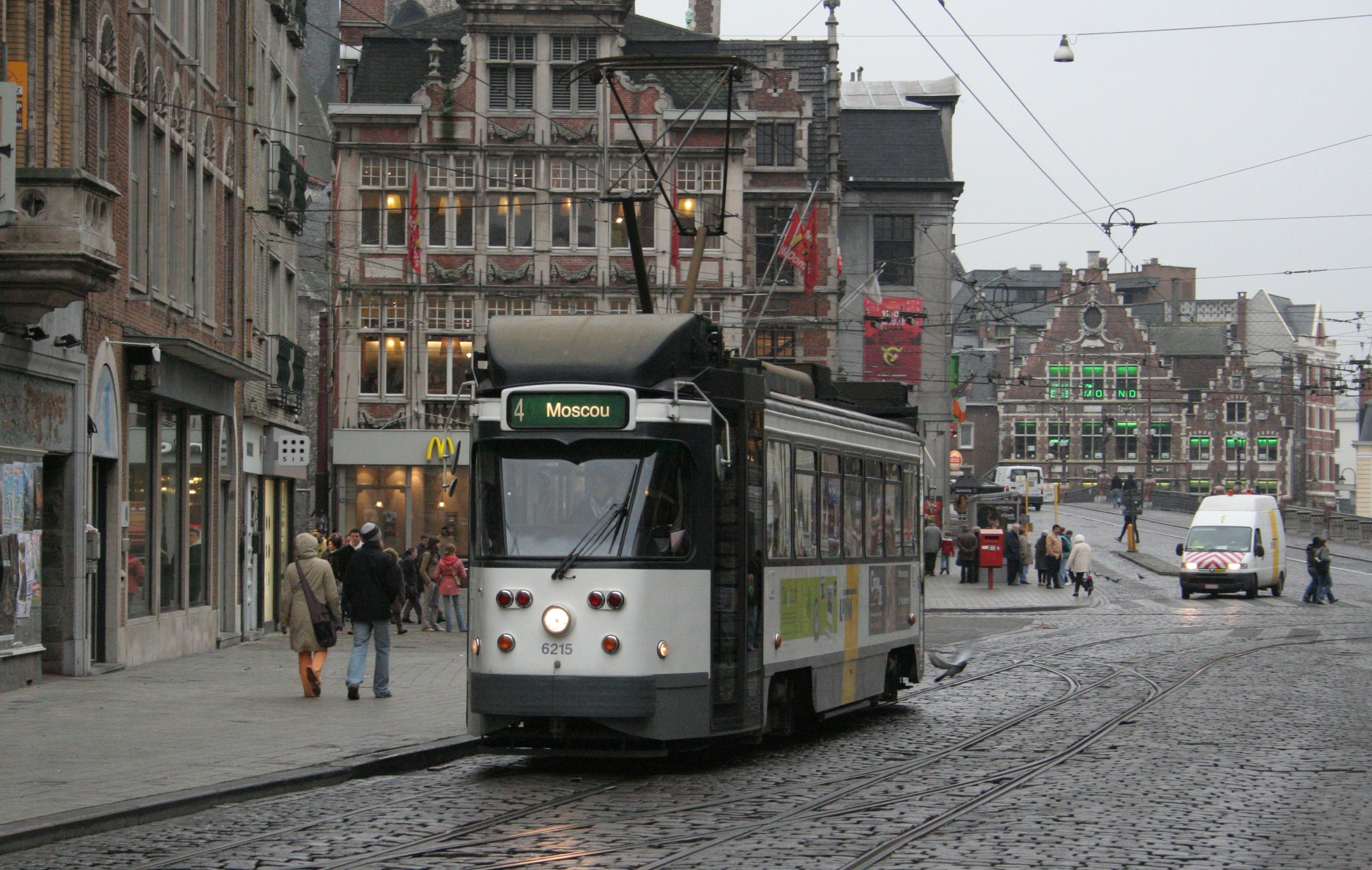
Tramway de type PCC à Korenmarkt

Le 29 mars 1961 la Société intercommunale de transports de Gand (MIVG) a succédé à ETG.
Au début des années 1960 existaient à Gand onze lignes de tramway, numérotées de 1 à 10, ainsi que la ligne 20.
Le 4 mars 1969, le Conseil d’administration de la MIVG, confrontée à un réseau de tram vieillissant, décide de les maintenir sur les lignes 1, 2, 3 & 4. Dans le centre-ville, en fonction des possibilités, ces 4 lignes devaient devenir souterraines. On pensa à cet effet utiliser les canaux. Pour la ligne 3, des tunnels seraient creusés. La forte fréquentation sur la ligne 3 et la nécessité de la prolonger vers de nouveaux quartiers à l’est de la ville (Gentbrugge & Sint Amandsberg) furent moteur dans la décision de la MIVG d’y introduire « provisoirement » le bus au 1er décembre 1969 (lignes 30 Mariakerke-Gentbrugge & 31 Mariakerke - Sint-Amandsberg).
En 1970 il ne restait que quatre lignes, les lignes 1, 2, 4 et 10. Les autres avaient été remplacées par des autobus. La ligne 2 a été divisée aux lignes 21 et 22 tandis que la ligne 10 est devenue un tronçon de la ligne 4. Ainsi bien qu'il existe officiellement quatre lignes (sans compter la ligne temporaire 24), en fait elles ne sont que trois puisque les trajets des lignes 21/22 comprennent un tronc commun sur la majorité de leur parcours.
En 1971-1972 ont été mises en service de nouvelles motrices, de technologie PCC, qui ont permis la réforme des motrice anciennes, qui dataient de 1913.
En 1976, la direction du « Grand Gand » décida d’abandonner l’idée de tunnels pour les trams et de renforcer le réseau en surface. Très rapidement, on se rendit compte de la difficulté de ré-introduire des trams sur la ligne 3. Le Collège de Gand chargea la MIVG de trouver une alternative de qualité. Ce moyen de transport devait être plus souple que le tram coincé sur ses rails, plus sain pour l’environnement que les bus diesel et pouvant transporter beaucoup de voyageurs surtout aux heures de pointe. Deux options s'imposèrent : le trolleybus articulé avec moteur de secours ou le bus bi-mode (duo-bus). Le bus bi-mode possède un moteur électrique et un moteur thermique. Au moment du choix, le bus bi-mode ne semblait pas tout à fait au point et surtout, le prix de revient et les frais d’entretien élevés firent pencher la balance en faveur du trolleybus équipé d’un générateur « léger ». C’est donc ce dernier qui fut choisi pour la ligne 3. Le Trolleybus de Gand fonctionna de mars 1989 à mars 2009, avant d'être remplacé par des bus. 
Depuis le 31 août 1982 les trams atteignent Botestraat, depuis le 30 octobre Liefkensbrug et depuis 25 février 1984 la zone industrielle de Wondelgem.
Le 2 juillet 1984 les trajets des lignes 1 et 4 ont été modifiées à la hauteur de Korenmarkt. Les nouveaux parcours sont respectivement de Wondelgem à Gare Saint-Pierre et de Muide à Moscou.
Le 29 septembre 1986 la ligne 10 (Gare Saint-Pierre - Muide) a été incorporée à la ligne 4 pour former la ligne 40 de Gare Saint-Pierre à Moscou via Muide.

### L'exploitation par De Lijn (1991-Présent)

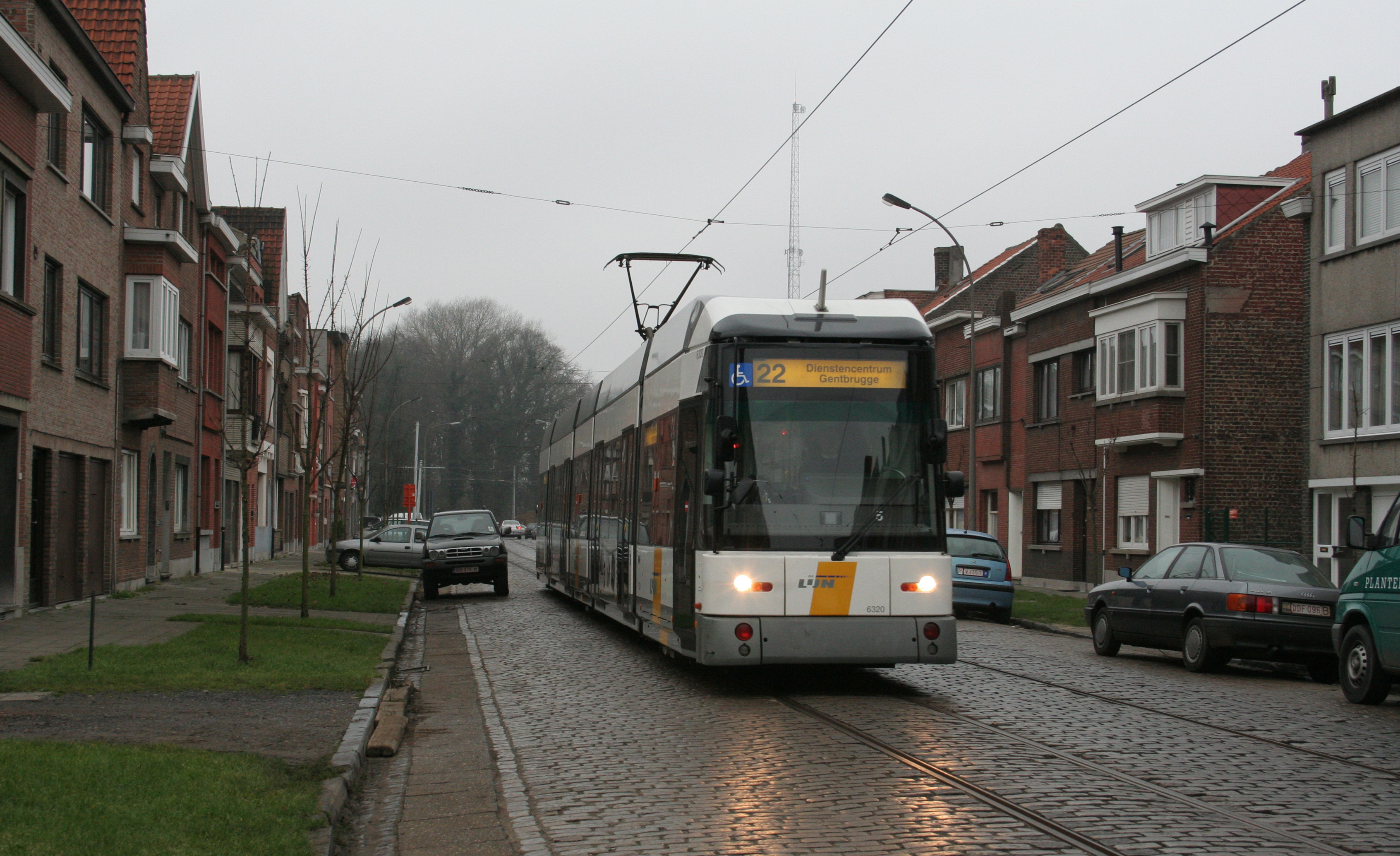
Nouveau tram de type Hermelijn à plancher bas

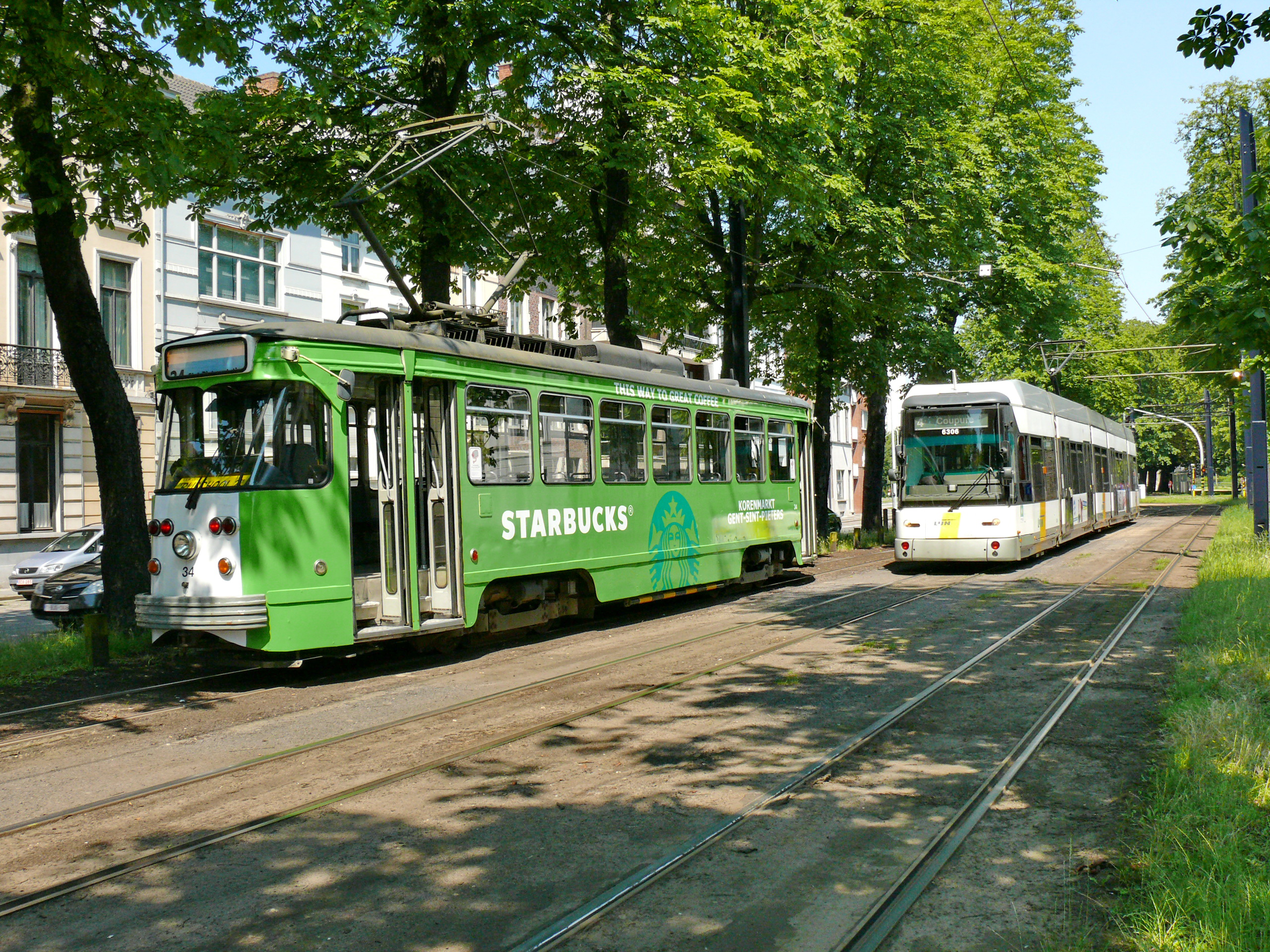
Deux époques de tramways : la rame PCC no 34 sur la voie de tiroir de Rabot est dépassée par la rame Hermelijn no 6306

Jusqu'en 1991, les transports urbains de Gand, et notamment son tramway, étaient exploités par la Société intercommunale de transports de Gand (MIVG).
Le 1er janvier 1991, à la suite de la régionalisation des transports  urbains et régionaux, la nouvelle entreprise publique autonome  Vlaamse Vervoermaatschappij, plus connue sous son nom commercial De Lijn devint responsable des transports en commun urbains et régionaux en bus et en tram en Flandre. À ce titre, De Lijn a repris les activités de :  
- la MIVA (la Société des Transports Intercommunaux d'Anvers)
- la MIVG (la Société des Transports Intercommunaux de Gand)
- la partie flamande de la Société nationale des chemins de fer vicinaux (SNCV)[5]

Le 1er septembre 1993 la ligne 21 a été prolongée à Melle Leeuw et en 1999 les lignes 21/22 ont été prolongées depuis la Gare de Gand-Saint-Pierre à Zwijnaardebrug. En 2004 les numéros des lignes ont été simplifiés.
Le 14 mars 2000 les premières rames articulées de 30 m., dites HermeLijn trams, à plancher bas et accessibles aux personnes à mobilité réduite, ont été introduits après plusieurs mois de marches à blanc.
Le 1er septembre 2004 la ligne 1 a été prolongée depuis la Gare Saint-Pierre au quartier d'affaires de Maaltecenter, et, quelques jours après, le 12 septembre 2004, était célébré le centenaire des tramways électriques de Gand. Le 15 avril 2005 la ligne 1 était prolongée au Flanders Expo.
Les travaux de réalisation de l'axe PAG entre les rues Papegaaistraat, Annonciadenstraat et Gebroeders Vandeveldstraat ont été lancés en septembre 2011 pour une durée évaluée à 3 ans.
Ils ont amené à d'importantes modifications du réseau, puisque le tronc commun des lignes 21/22 a été limité à Kouter.
Le réseau est alors constitué des lignes suivantes :
| Ligne | Trajet                                                                                |
| ----- | ------------------------------------------------------------------------------------- |
| 1     | Flanders Expo - Gare de Gand-Saint-Pierre - Korenmarkt - Rabot - Wondelgem - Everghem |
| 2     | Zwijnaarde Bibliotheek - Gare de Gand-Saint-Pierre - Korenmarkt - Zuid - Melle Leeuw  |
| 4     | UZ (CHU) - Gare de Gand-Saint-Pierre - Rabot - Muide - Korenmarkt - Zuid - Moscou     |

Au printemps 2012 vont commencer les travaux préparatoires du prolongement des lignes 21/22 vers Zwijnaarde (Hekers) et les travaux sur la voirie vont se lancer en automne 2012 pour s'achever fin 2014.
Au printemps 2012 vont se lancer les travaux sur Brusselsesteenweg entre la petite ceinture (R40) et le carrefour de Schooldreef. Ces travaux sous la planification actuelle dureront 2 ans plus 2 ans supplémentaires. La première phase de 2 ans comprend le tronçon large de Hoveniersstraat à Schooldreef. La seconde phase, même de 2 ans, comprend le tronçon étroit Hoveniersstraat et la petite ceinture. Durant la seconde phase les lignes 21/22/24 seront déviées par Ledebergplein où elles rejoindront le tracé de la ligne 4.
Le 6 janvier 2024 l'ensemble du réseau est restructuré selon 4 lignes. 

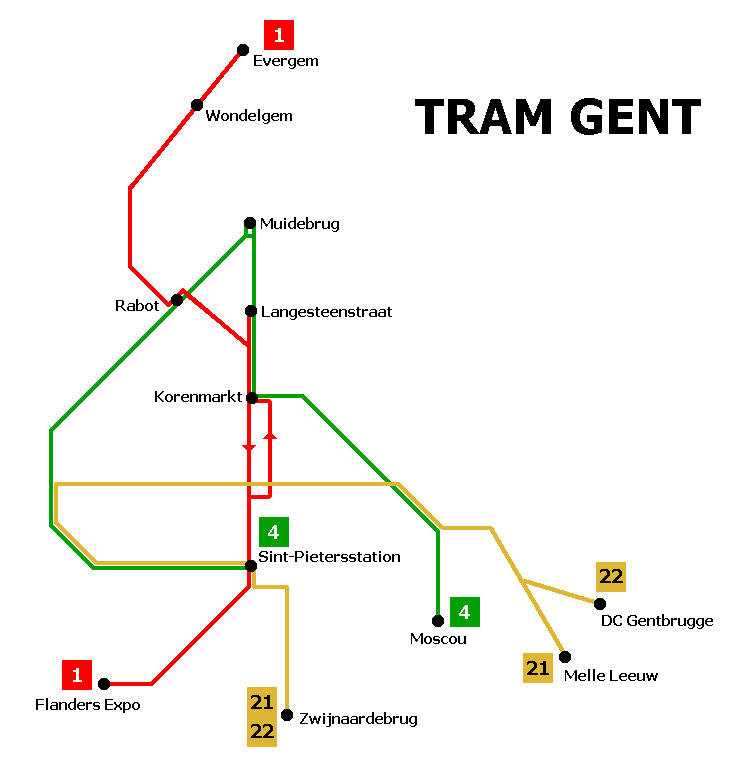
Plan du réseau de 2006 à 2017
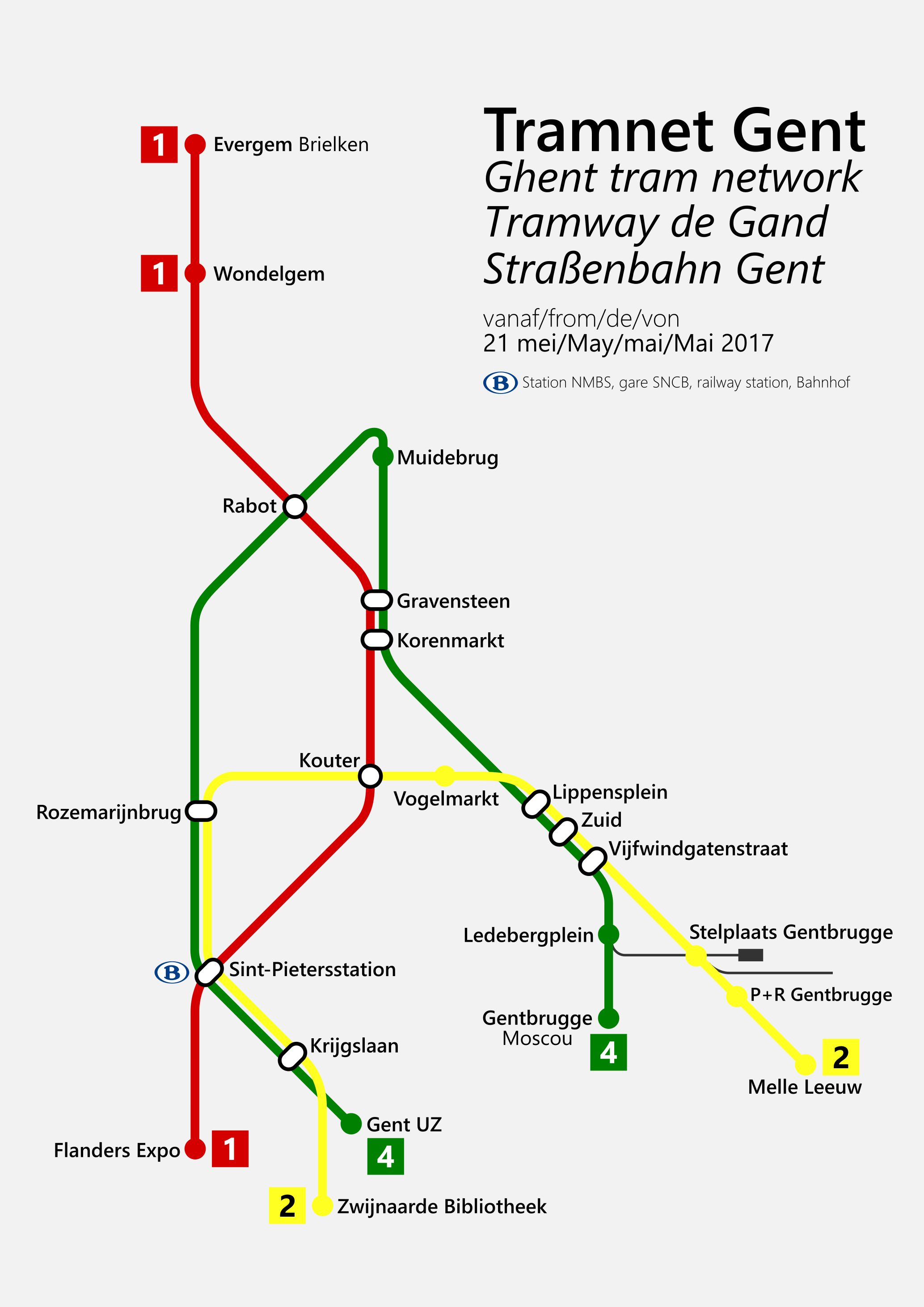
Plan du réseau de mai 2017 à janvier 2024
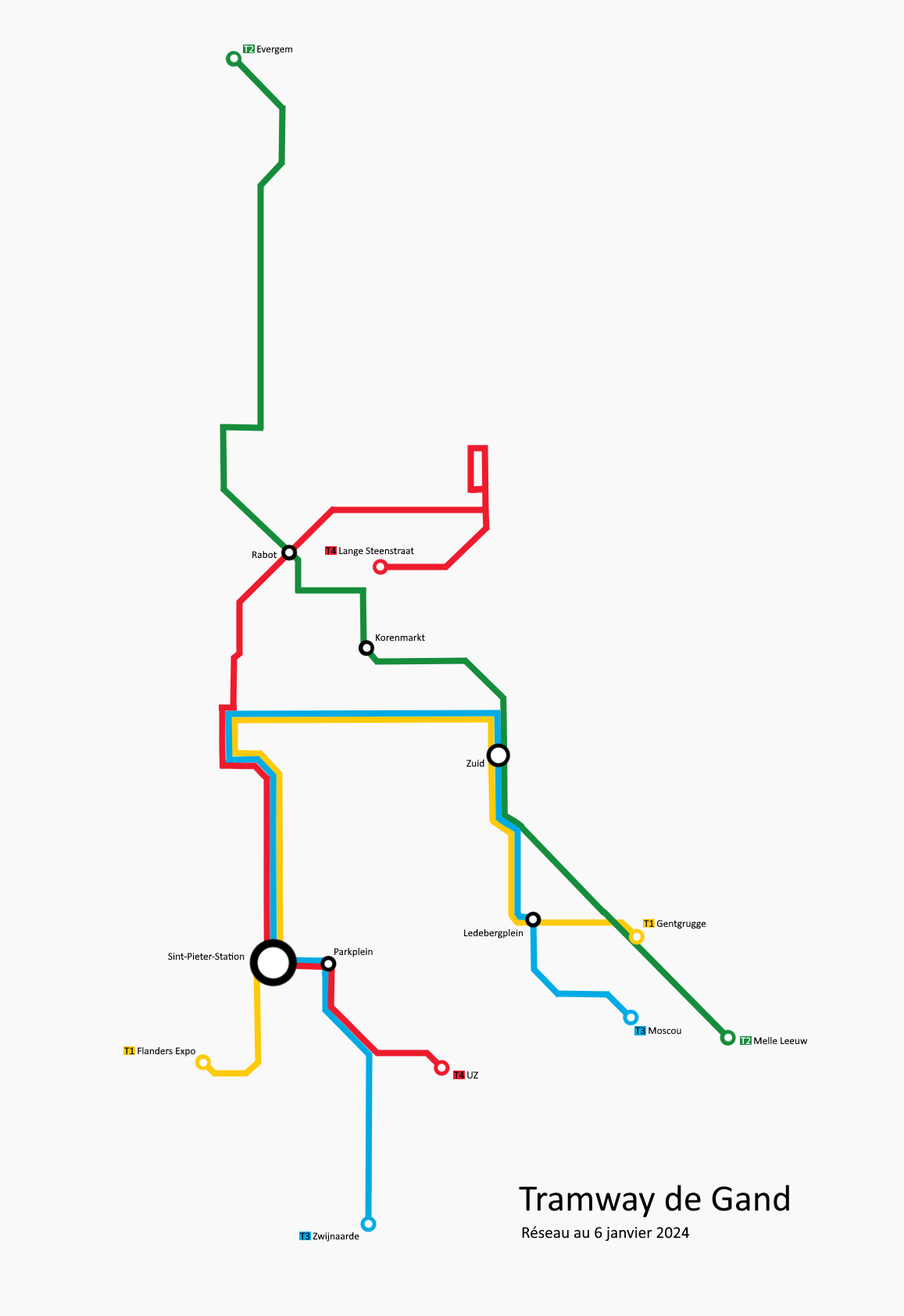
Plan du réseau depuis janvier 2024

#### Fermeture de lignes
| Ligne | Fermeture                                    | Remplacement                                                                                               |
| ----- | -------------------------------------------- | --- |
| 1     | -----                                        | ----- |
| 2     | le 3 décembre 1972                           | Scindée en lignes 21/22.                                                                                   |
| 3     | 30 novembre 1969                             | entre 1989 et 2009 par le trolleybus de Gand ligne 3 entre 1969 et 1989 et depuis 2009 par l'autobus 30/31 |
| 4     | -----                                        | ----- |
| 5     | mai 1965                                     | ligne de bus, avec prolongation du parcours                                                                |
| 6     | 31 décembre 1962                             | ligne de bus, avec prolongation du parcours                                                                |
| 7     | 1er juillet 1964                             | non remplacée                                                                                              |
| 8     | 19 août 1962                                 | trajet de bus particulier entre 5 avril et 1er juillet 2010                                                |
| 9     | 13 septembre 1963                            | ligne de bus, avec prolongation du parcours                                                                |
| 10    | le 29 septembre 1986 incorporée à la ligne 4 | ----- |
| 20    | 31 décembre 1973                             | ouverture partielle à la suite de l'extension de la ligne 21                                               |

### Les projets

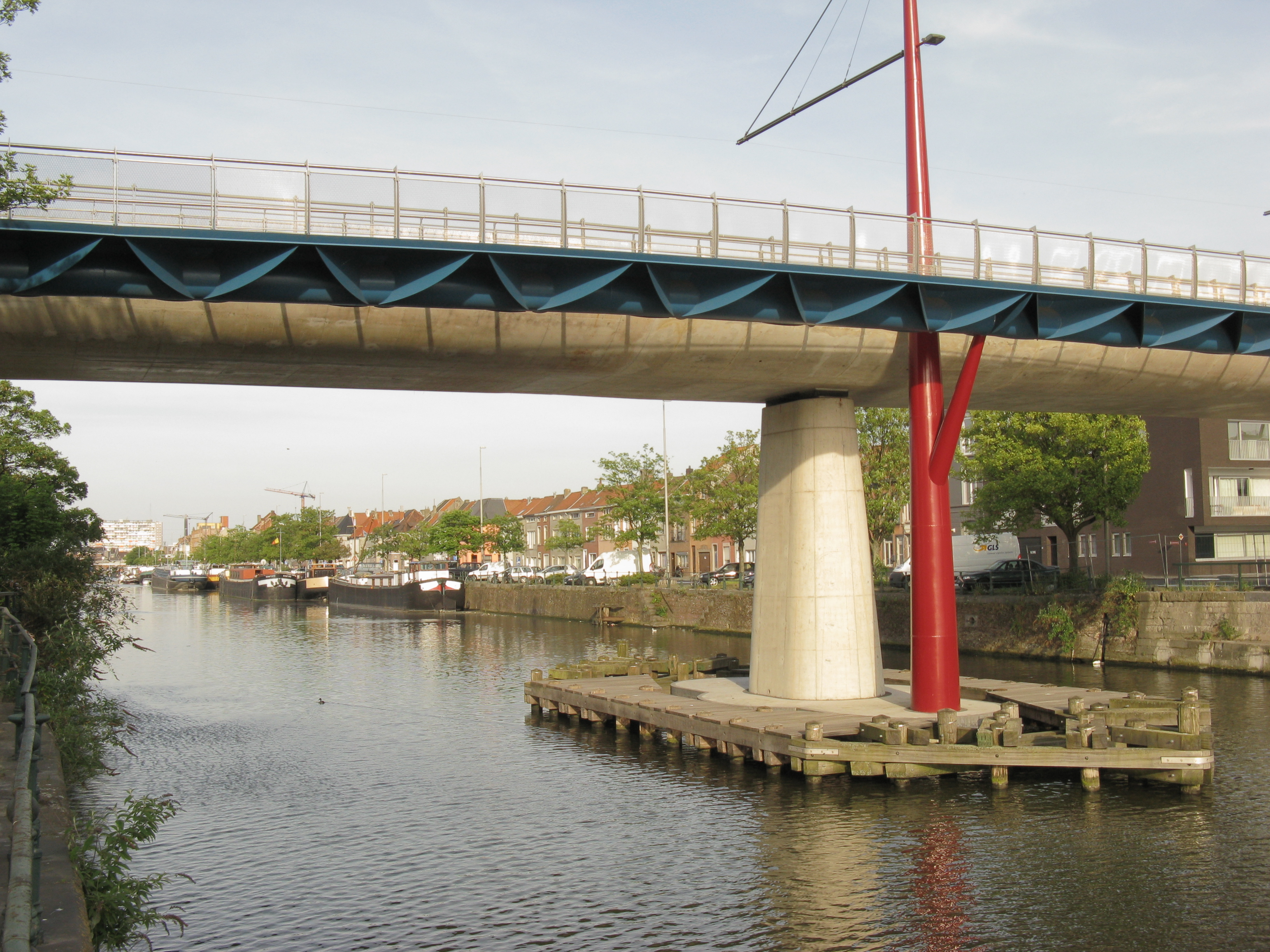
Le Gaardeniersbrug en 2011. Il a été édifié pour desservir le nouveau dépôt

Prolongement possible de la ligne au nouveau Stade Artevelde (Arteveldestadion).
En 2018 est prévue l'ouverture d'un nouveau dépôt à Wissenhage, accessible par le Gaardeniersbrug ouvert pour les cycles en 2010. La réalisation de ce dépôt, prévu depuis 2002, a été retardé par des problèmes de pollution du sol. Ce dépôt, construit sur un terrain de 14 hectares, aura une surface bâtie d'environ 50 000 m2 et comprendra un ensemble de voies de 8,5 km de longueur environ.

## Lignes

### Lignes actuelles

#### Ligne T3
Cette ligne est créée le 6 janvier 2024 lors de la restructuration du réseau. Elle relie Zwijnaarde au quartier de Moscou.

## Infrastructure

### Voie et tracés

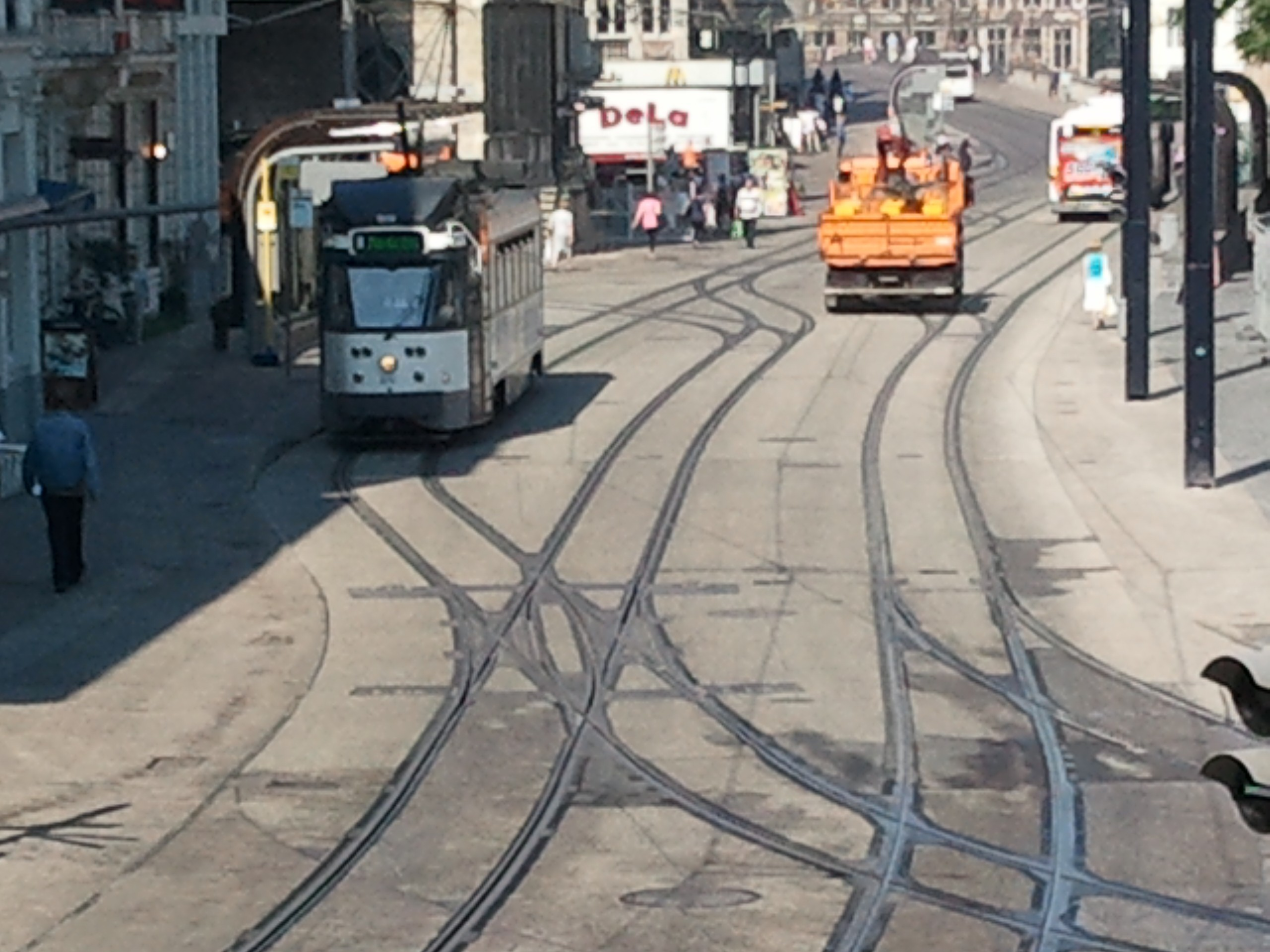
Le plan de voies compliqué de Cataloniëstraat, qui constitue le cœur du réseau, où les lignes 1, 4 et 24 se croisent.

Le tramway utilise une voie métrique.
Contrairement à d'autres réseaux de De Lijn équipés de boucles de retournement aux terminus (telle que le Tramway de la côte belge), les lignes du réseau de Gand ont des terminus en impasse, ce qui nécessite l'utilisation de trams bi-directionnels. En juillet et août de chaque année, le réseau de Gand prête un certain nombre de trams au tramway de la côte belge : ces véhicules « gantois » s'y reconnaissent au fait que, contrairement aux autres tramways de la côte, ils possèdent un poste de conduite à l'arrière.
Dans le centre-ville, où la circulation automobile est très limitée, le tramway utilise une plate-forme banalisée, où tous les usagers (piétons, cycles, voitures, bus...) de la rue peuvent circuler. Sur les voies larges de la périphérie, les tramways disposent d'une infrastructure en site propre.
Le réseau dispose d'un court tunnel d'environ 150 mètres de long, passant sous les quais de la gare de Gand-Saint-Pierre et mis en service le 28 juin 1996. La station de tramway éponyme se trouve dans ce tunnel, assurant une correspondance aisée entre les deux modes de transport.

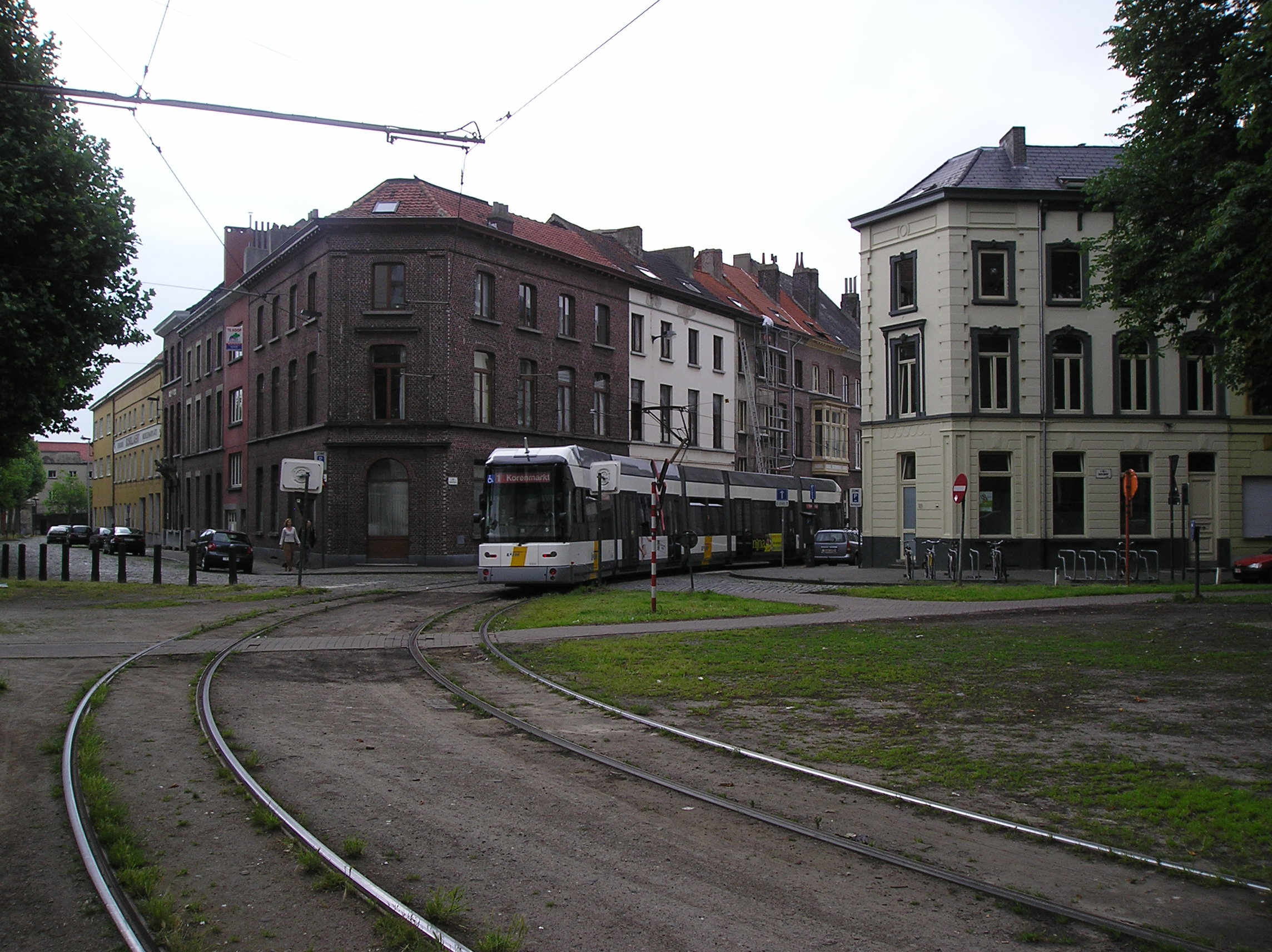
Tram en site propre sur Rabotstraat
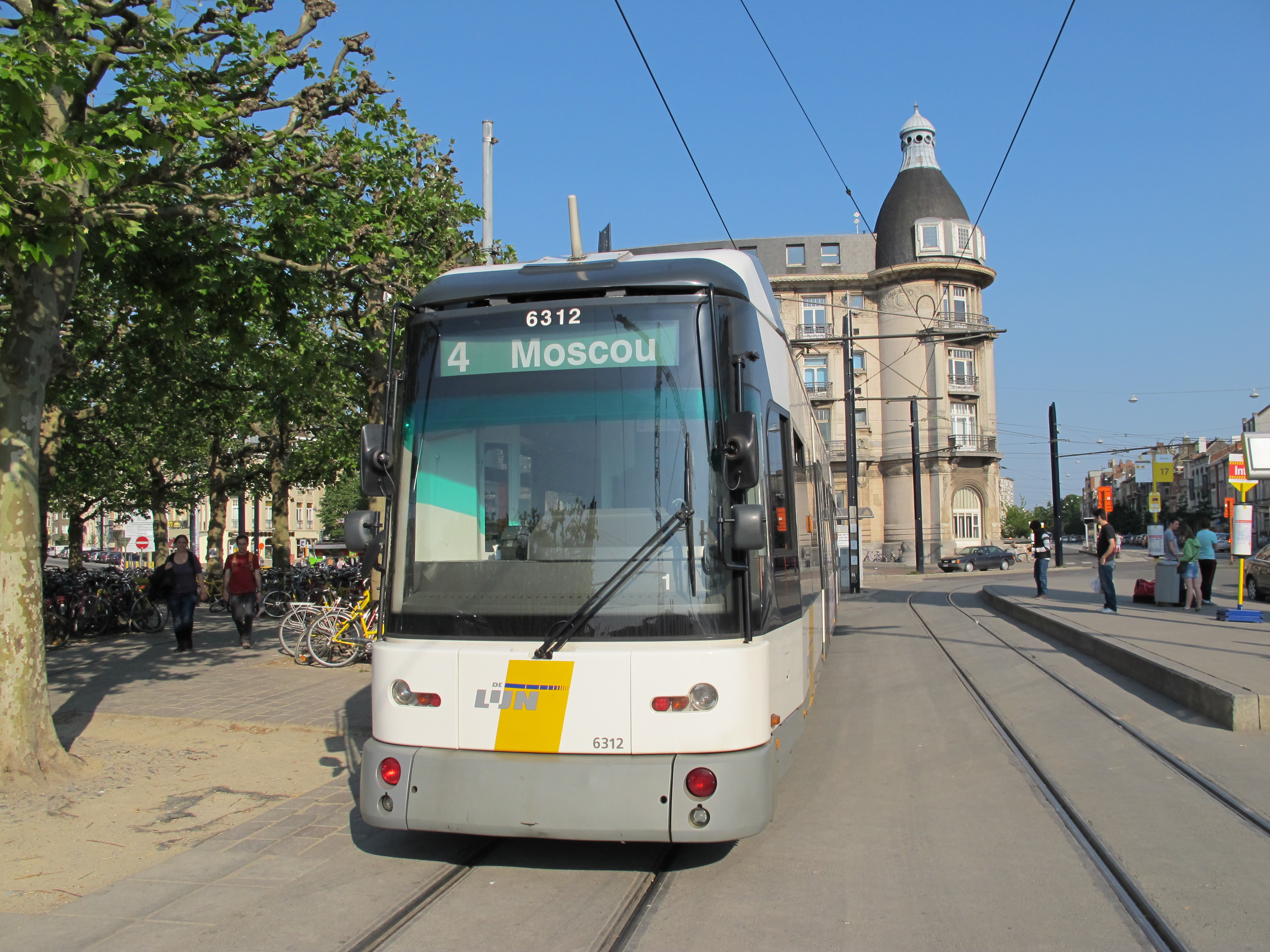
Le Korenmarkt est un vaste secteur partagé par tous les usagers de la place.

### Alimentation électrique

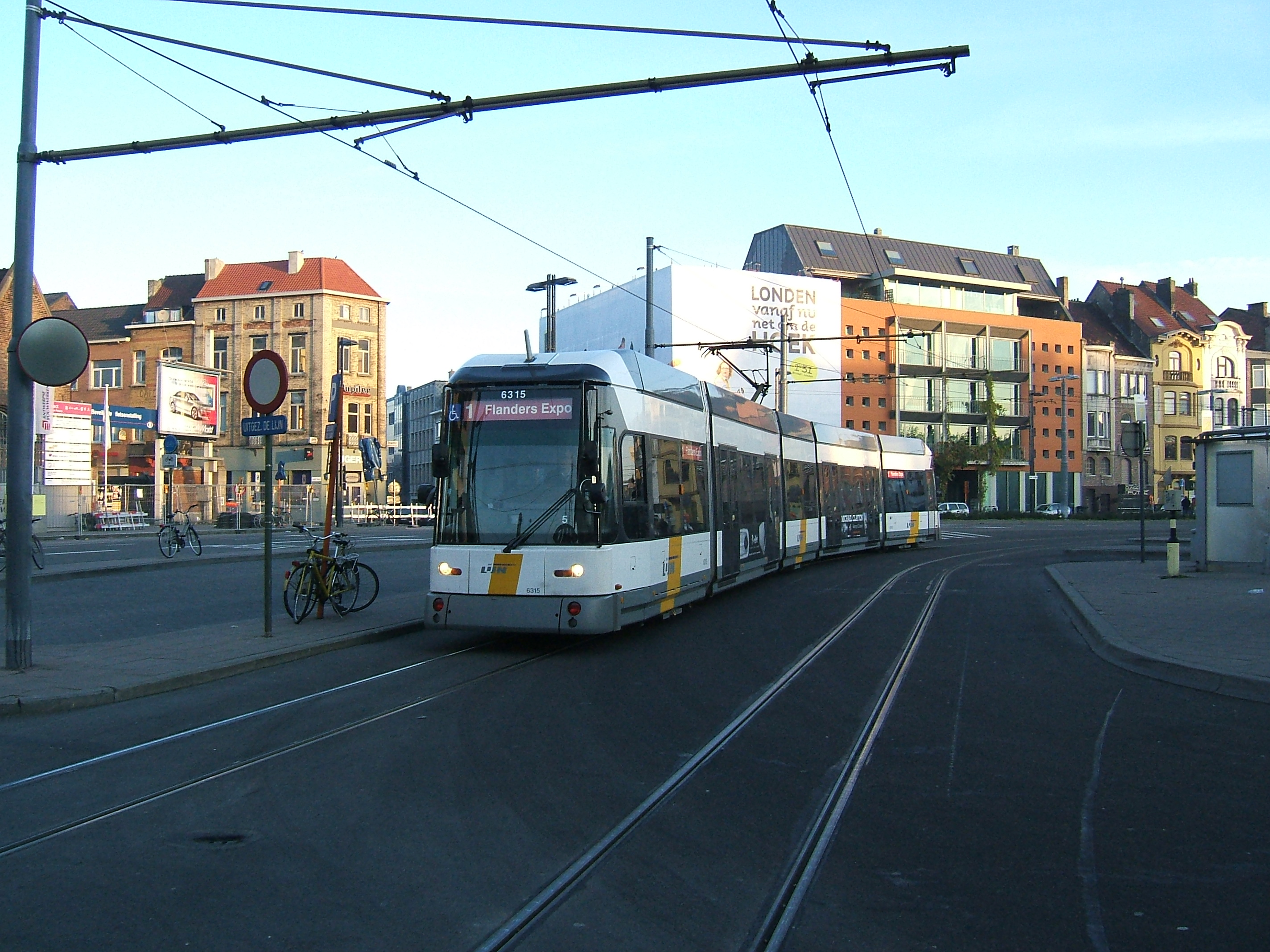
La ligne aérienne de contact est constituée d'un simple fil de contact qui distribue le courant aux tramways par l'intermédiaire d'un pantographe.

Le réseau utilise un courant de traction continu à 600 V, avec une ligne aérienne de contact à un seul conducteur.
Avant la circulation de trams PCC dans les années soixante-dix le captage du courant s'était fait par des archets. Par la suite, les rames ont été équipées de pantographes.

### Dépôt

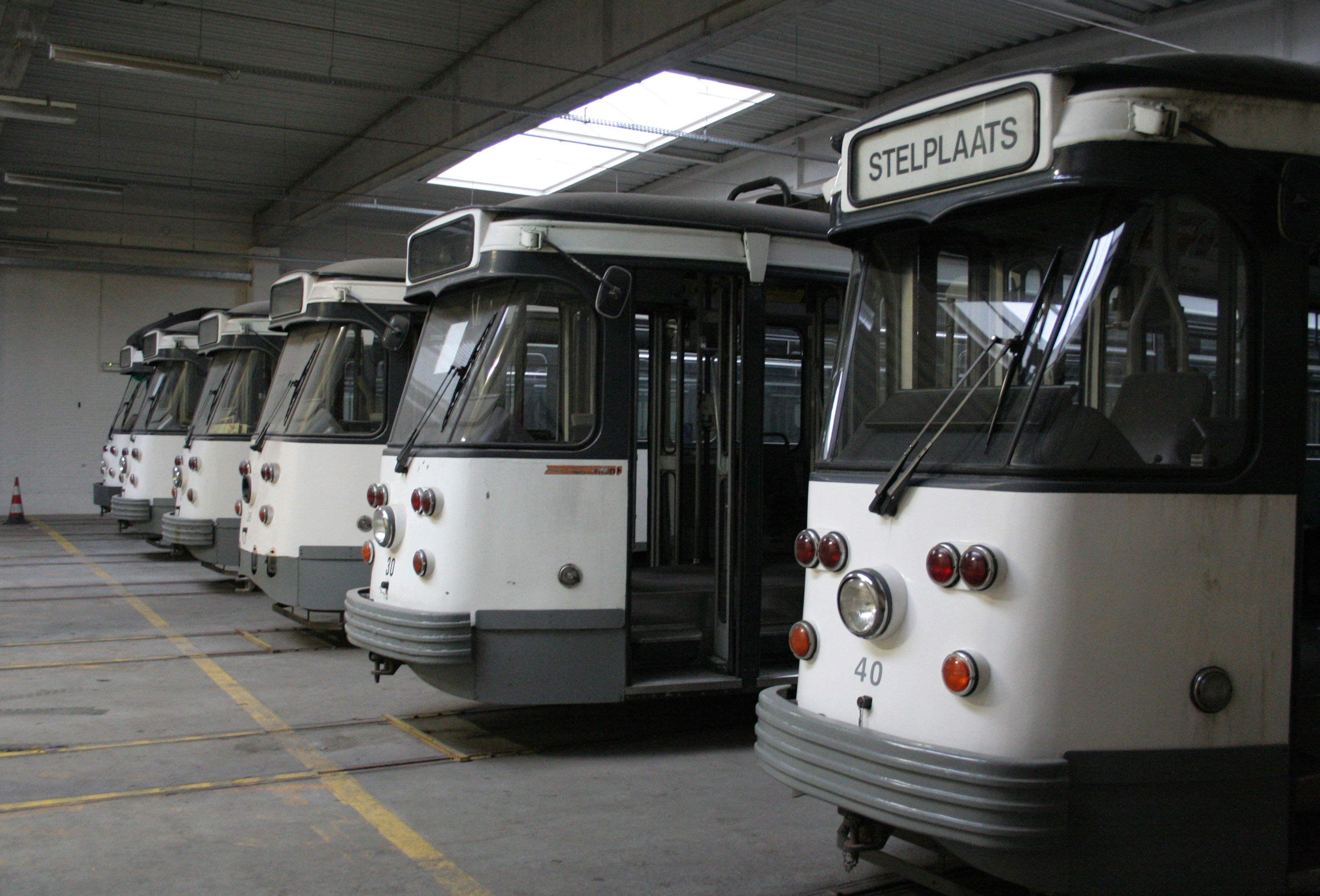
Le dépôt en 2006, avant l'arrivée des rames Hermelijn

Le réseau dispose d'un unique dépôt, à Gentbrugge (Stelplaats)51° 02′ 12″ N, 3° 45′ 12″ E.
Compte tenu du développement du réseau, ce dépôt se révèle étroit, et des rames sont garées sur des voies situées sous l'autoroute E17. Ces installations sont appelées « Dépôt Gand Bruges-2 ».

### Conduite et signalisation

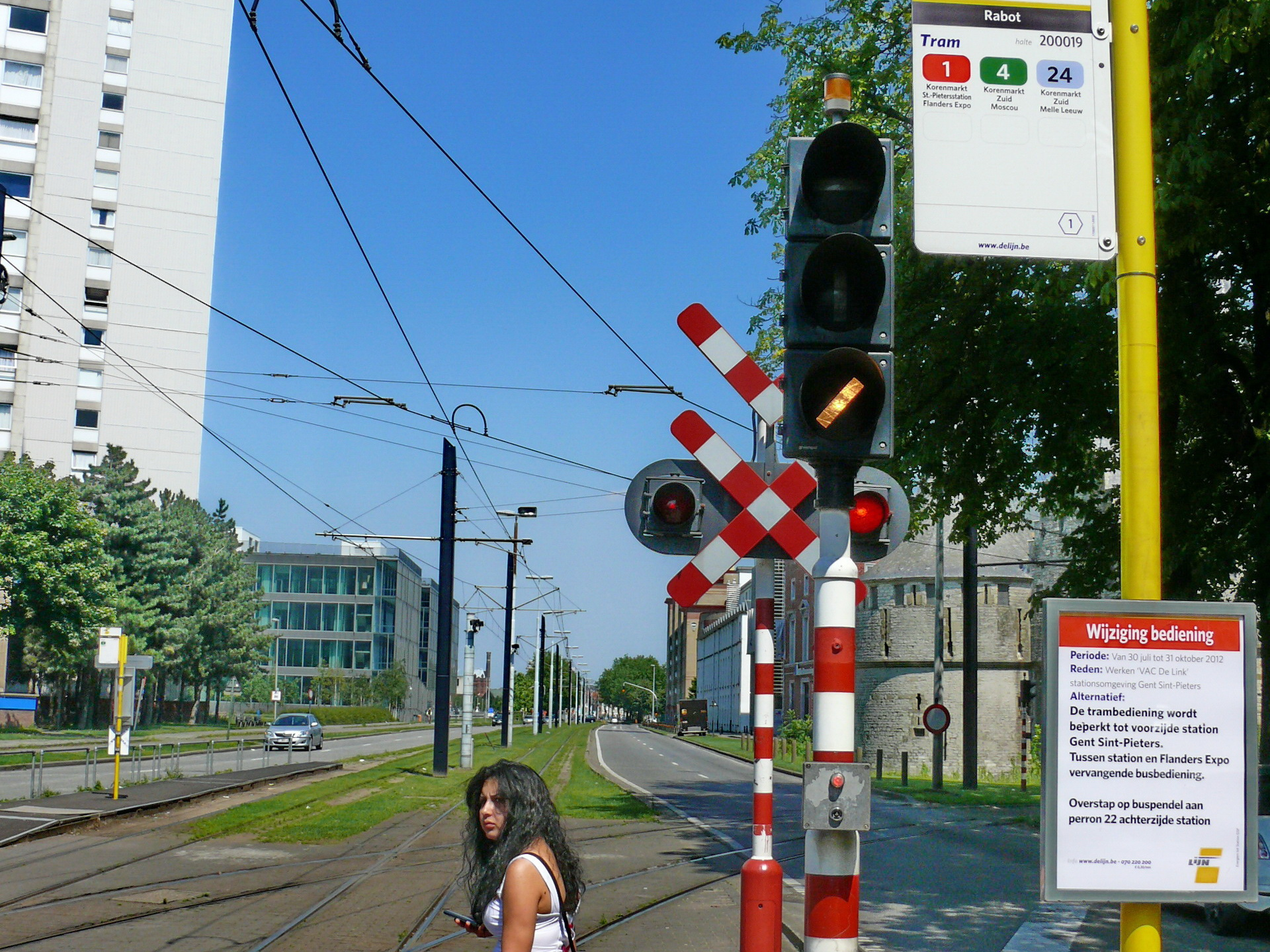
Signalisation à la sortie de la station Rabot, vers le centre-ville :
Le premier panneau lumineux est destiné aux tramways, et peut imposer l'arrêt, autoriser le franchissement en voie directe, ou, comme ici, en voie déviée vers Rabotsraat.
Le second panneau est une signalisation routière de passage à niveau destinée à aviser les automobilistes de la traversée imminente du tramway.

Les rames circulent sous le régime classique de la conduite à vue, et la ligne utilise la signalisation tramway habituelle en Europe.
Toutefois, certaines traversées de routes par les voies du tramway sont protégées par une signalisation de passage à niveau lumineux. C'est le cas à la station Rabot.

## Exploitation

### Tarification et billetterie

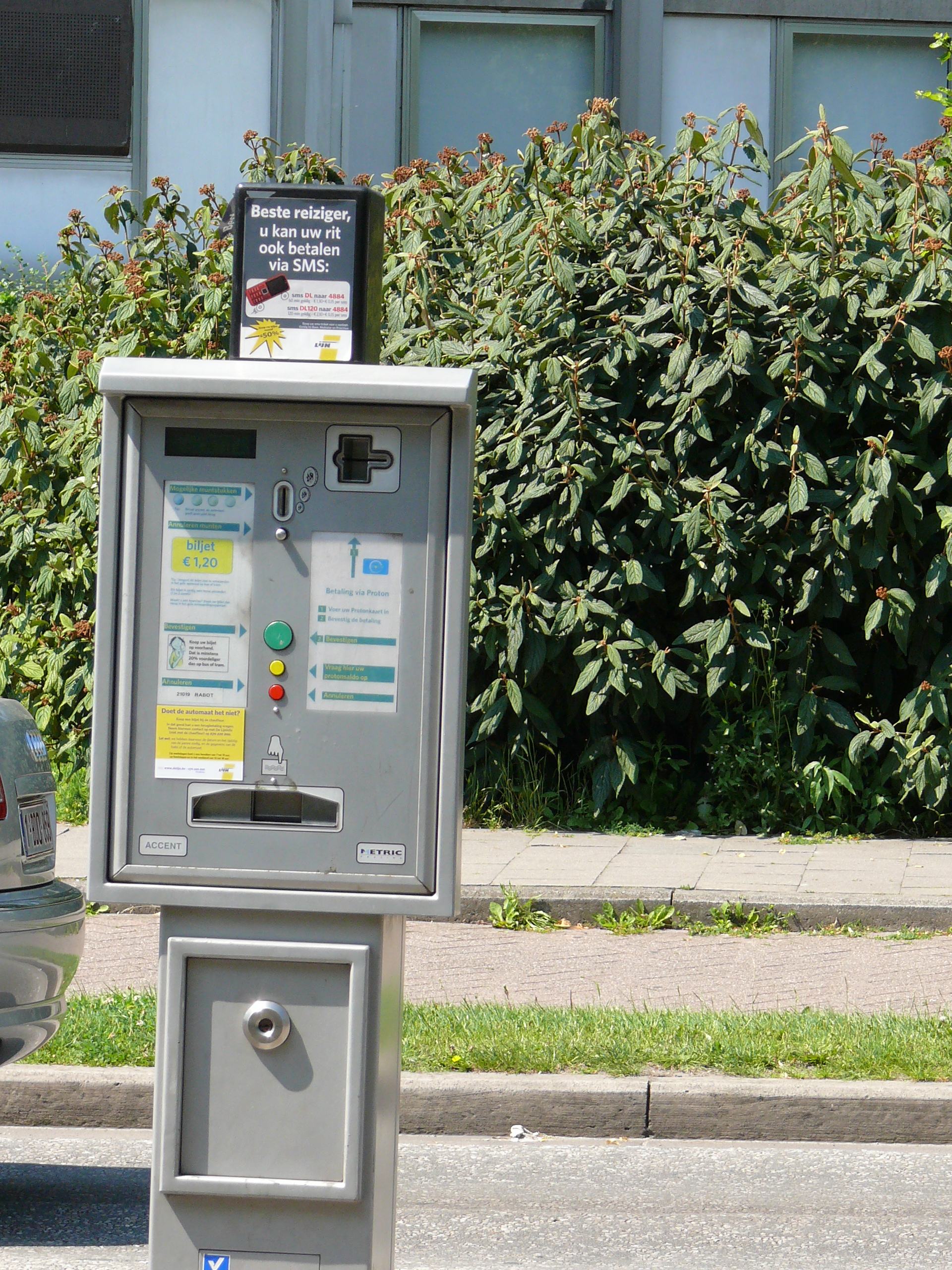
Distributeur de billets, sur le quai des stations

Le tramway de Gand utilise la billetterie habituelle de De Lijn, avec des billets pour un voyage, des billets à acheter par SMS, des billets valables pour toute une journée, des carnets Lijnkaart. Il est plus avantageux d'acheter les billets avant de pénétrer dans la rame qu'auprès du conducteur.
La carte Musée Gand (Gent museumpas) donne un accès pendant 3 jours à différents musées et bâtiments de la ville et sert de titre de transport pour tous les véhicules de De Lijn dans la zone de Gand ville. En 2012, elle coûte 20 € et donne accès aux équipements suivants : Beffroi, Couvent Caermers, Musée du Design de Gand, De wereld van Kina : de Tuin et het Huis, Gravensteen, Huis van Alijn, Kunsthal Sint-Pietersabdij, MIAT (Musée de l'Archéologie industrielle et du Textile), Musée Dr. Guislain, Musée de l'Histoire des Sciences, Musée des Beaux-Arts,  Cathédrale Saint-Bavon + Agneau mystique, SMAK (Musée communal d'Art contemporain) et STAM (Musée communal de Gand).

### Stations

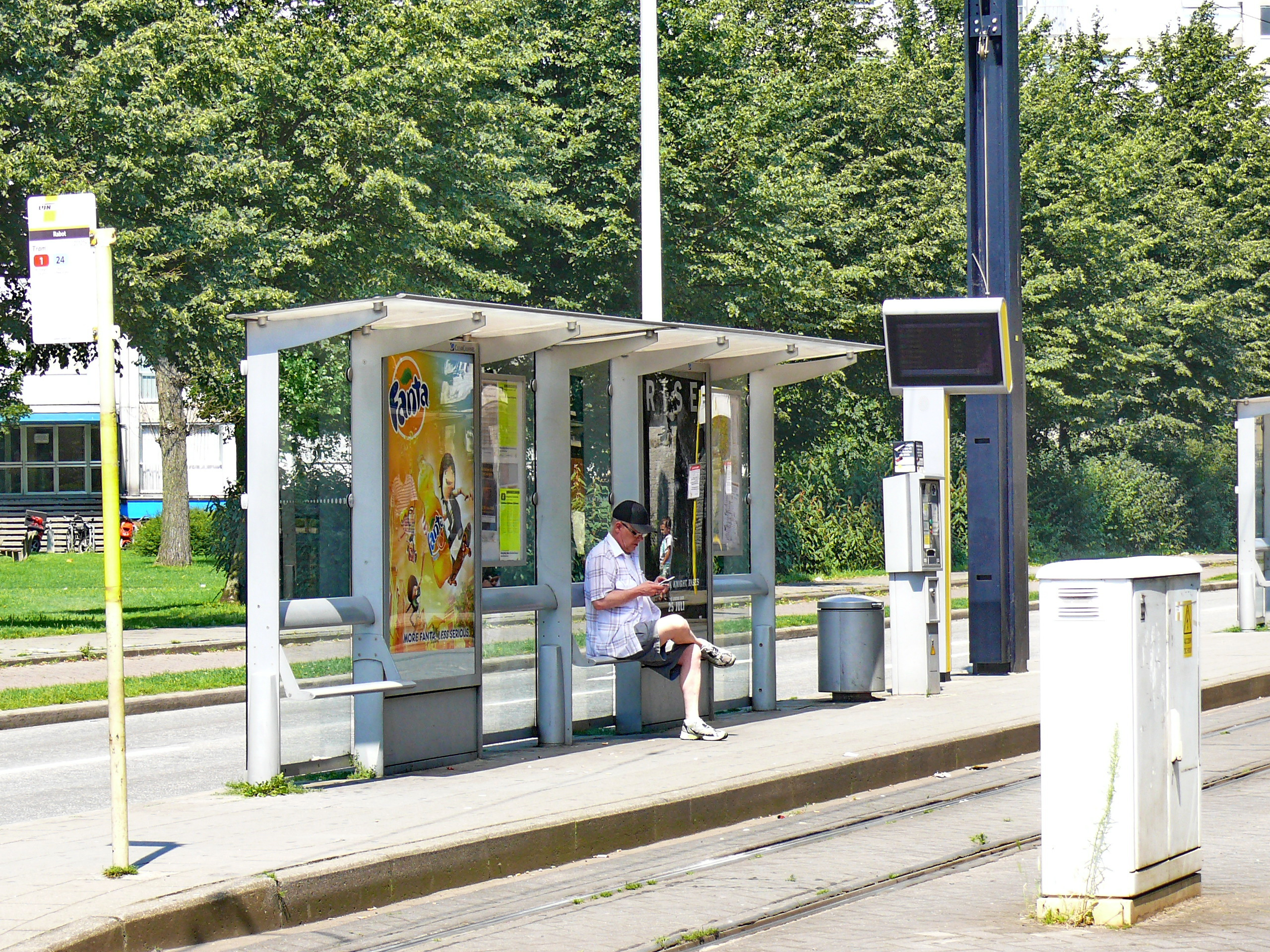
L'aménagement d'une station courante, avec son abribus, l'écran vidéo indiquant l'heure des prochains passage et le distributeur automatique de billets

Tous les arrêts sont facultatifs.

## Matériel roulant
Tous les trams actuellement en service ou en commande à Gand (PCC, HermeLijn, Albatros, CAF Urbos) sont à deux postes de conduite, car au contraire des autres réseaux de De Lijn (tramway d'Anvers et tramway de la côte belge) le réseau de Gand comporte des terminus en tiroir.

### Matériel ancien

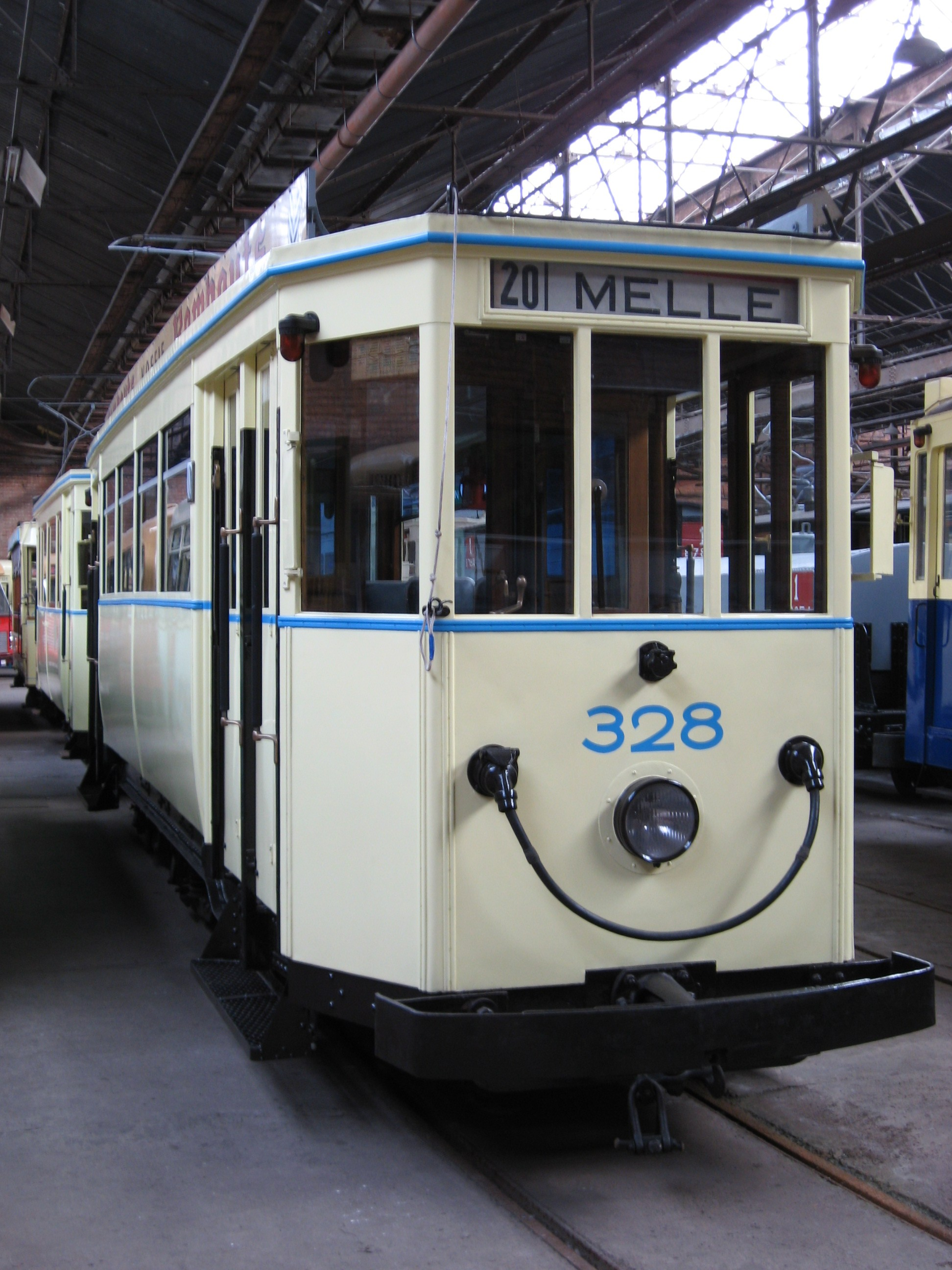
Tram ancien préservé au Musée flamand de tramways et d'autobus, en 2009

Le 14 mars 1962, MIVG possédait 110 rames de tramway datant, pour les plus récentes, de 1913.
La dernière de ces rames a été retirée du service en 1974.

### PCC
En remplacement des anciennes rames datant de 1913, les Tramways de Gand ont acquis en 1971-1974 57 nouvelles motrices à une caisse, de technologie PCC, construites par La Brugeoise et Nivelles à Bruges. Ces rames, immatriculées 6201 à 6257, font partie des dernières PCC construites en Europe. Elles ne sont pas dotées de coupleurs, et ne circulent donc jamais en couplage. En assurant le renouvellement du matériel roulant devenu très vétuste, ces motrices ont permis la survie puis le développement du réseau.
Les premières rames ont circulé le 1er mai 1971 sur la ligne 4, le 2 novembre 1972 sur la ligne 1, le 4 décembre 1972 sur la ligne 2 et finalement le 8 février 1974 sur la ligne 10.
Vingt-deux de ces rames ont été rénovées (rames 6202 à 6223), avec mise en place de nouveaux postes de conduite, une nouvelle chaine de traction et installation d'une climatisation dont l'appareillage est situé en toiture, nettement visible. Fin 2008, il restait 43 de ces tramways PCC.
Le parc non rénové sert principalement de réserve à De Lijn, et circule en remplacement de matériels plus modernes indisponibles. Les rames concernées portent uniquement les deux derniers chiffres de leur immatriculation. Un certain nombre de ces rames non modernisées ont été radiées des effectifs.

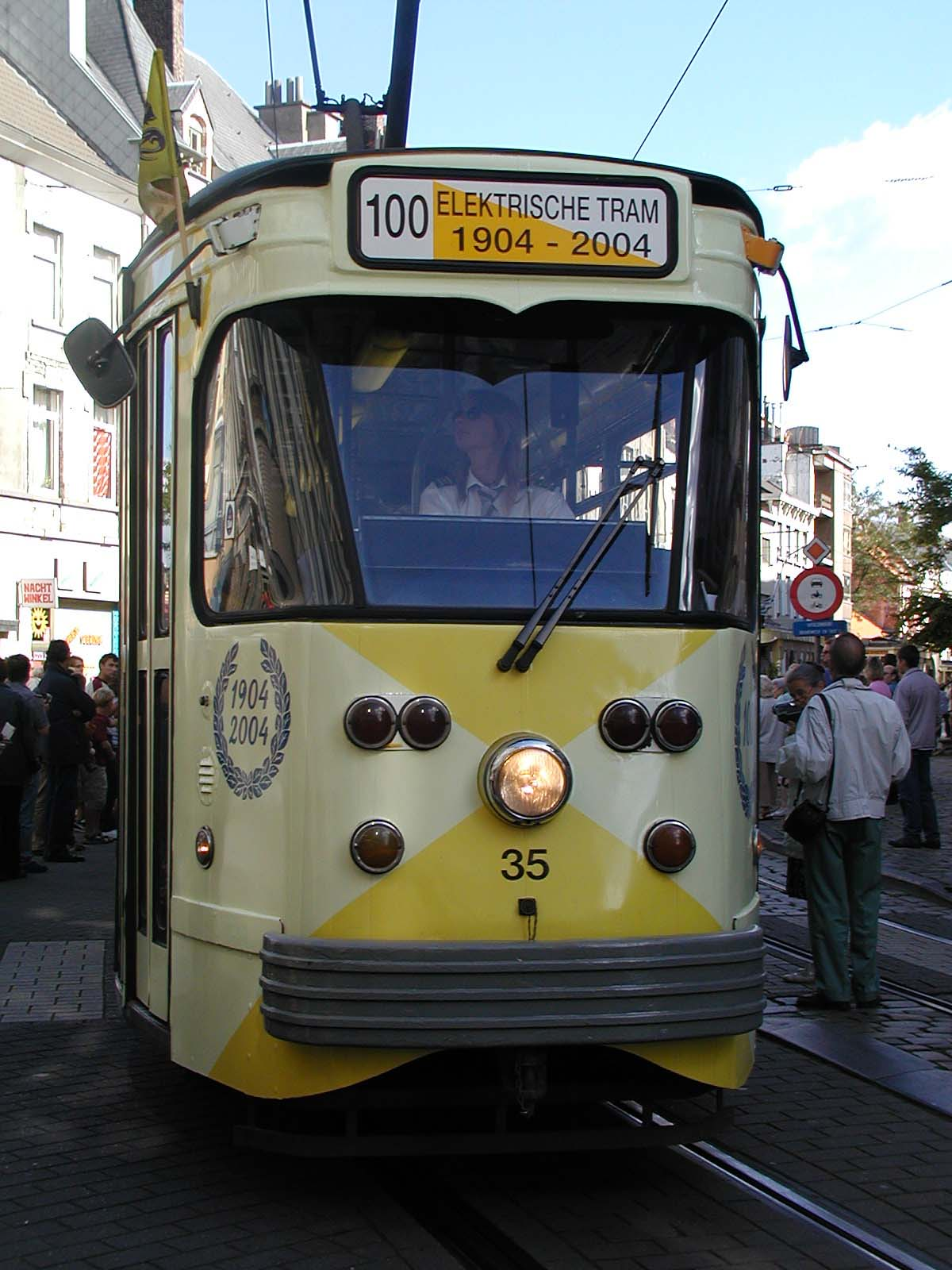
Face de la motrice 35, décorée pour le centenaire des tramways électriques de Gand
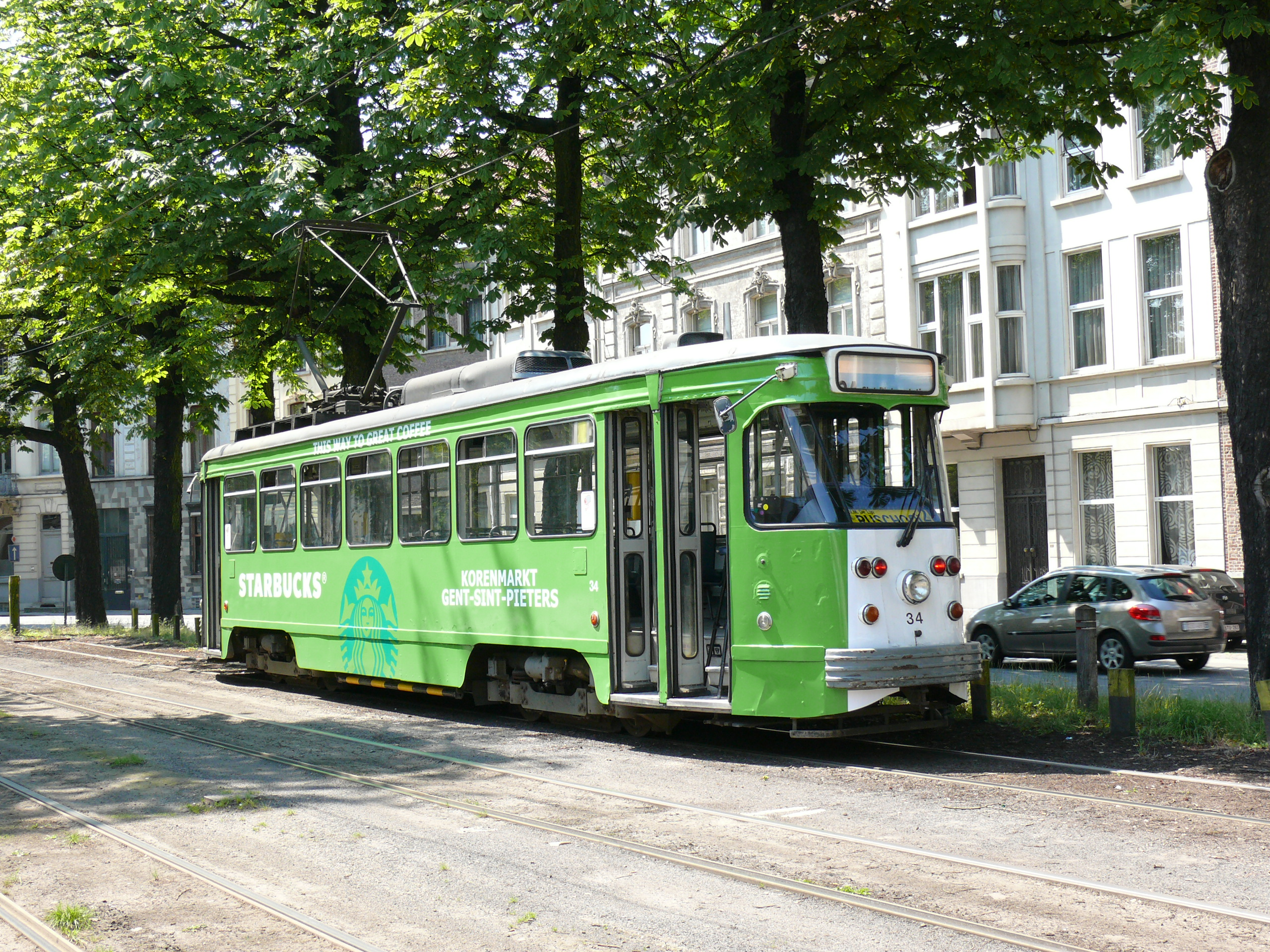
Rame 34 en 2012, non rénovée.
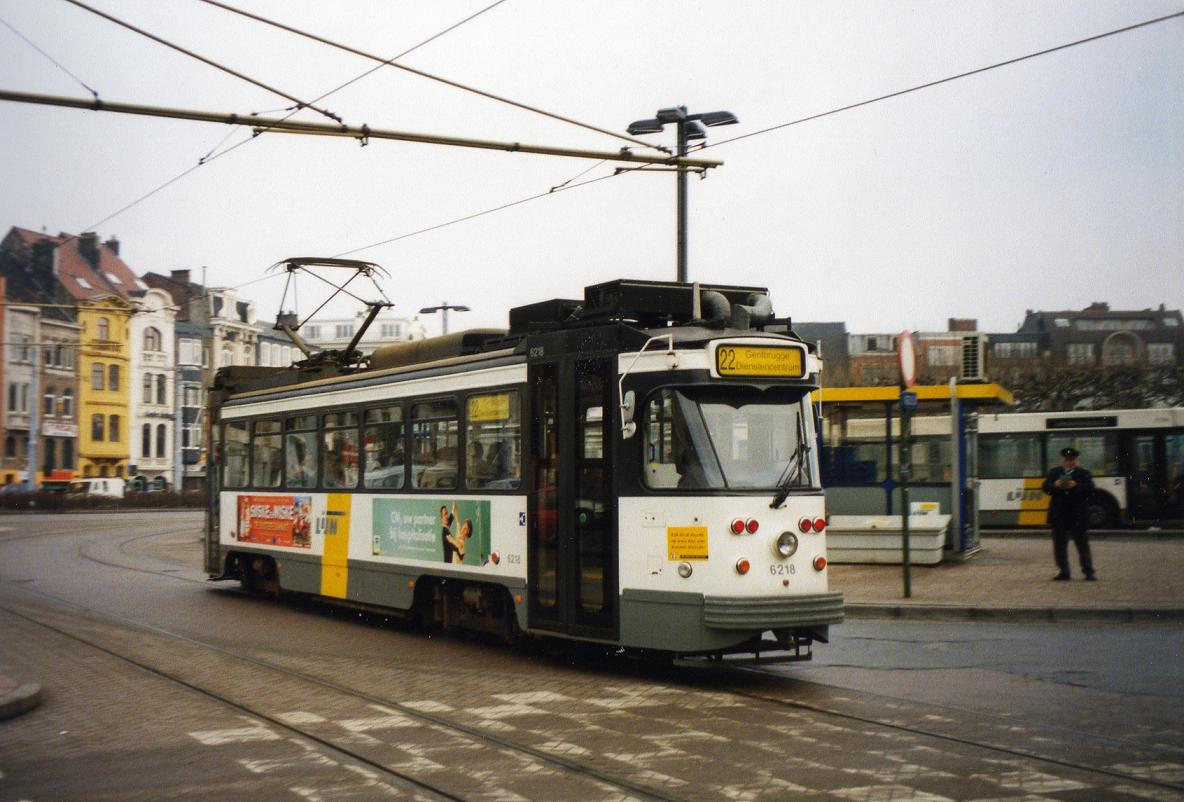
Rame 6018 en 2005, après sa rénovation
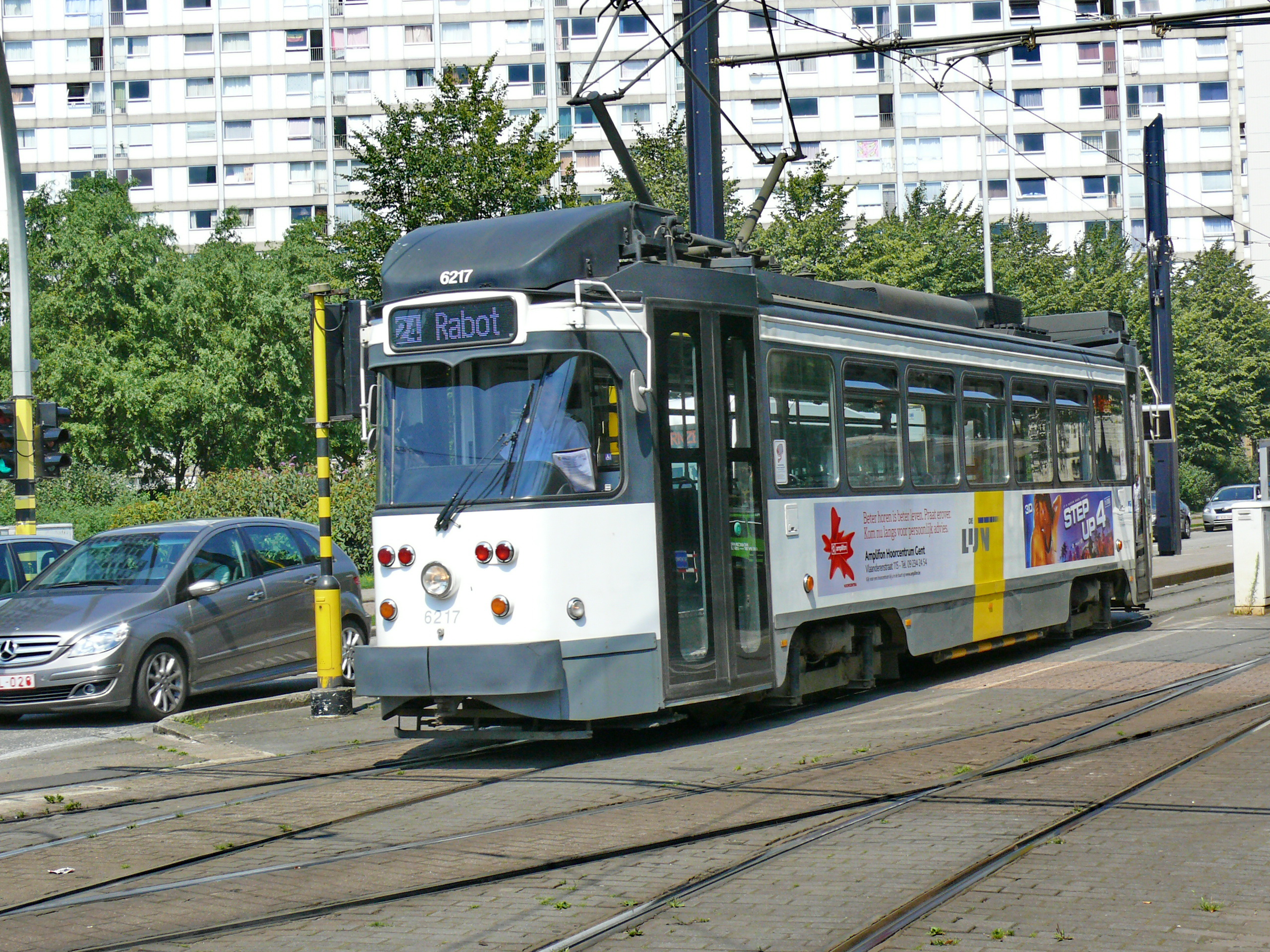
Rame 6217 en 2012, après sa rénovation
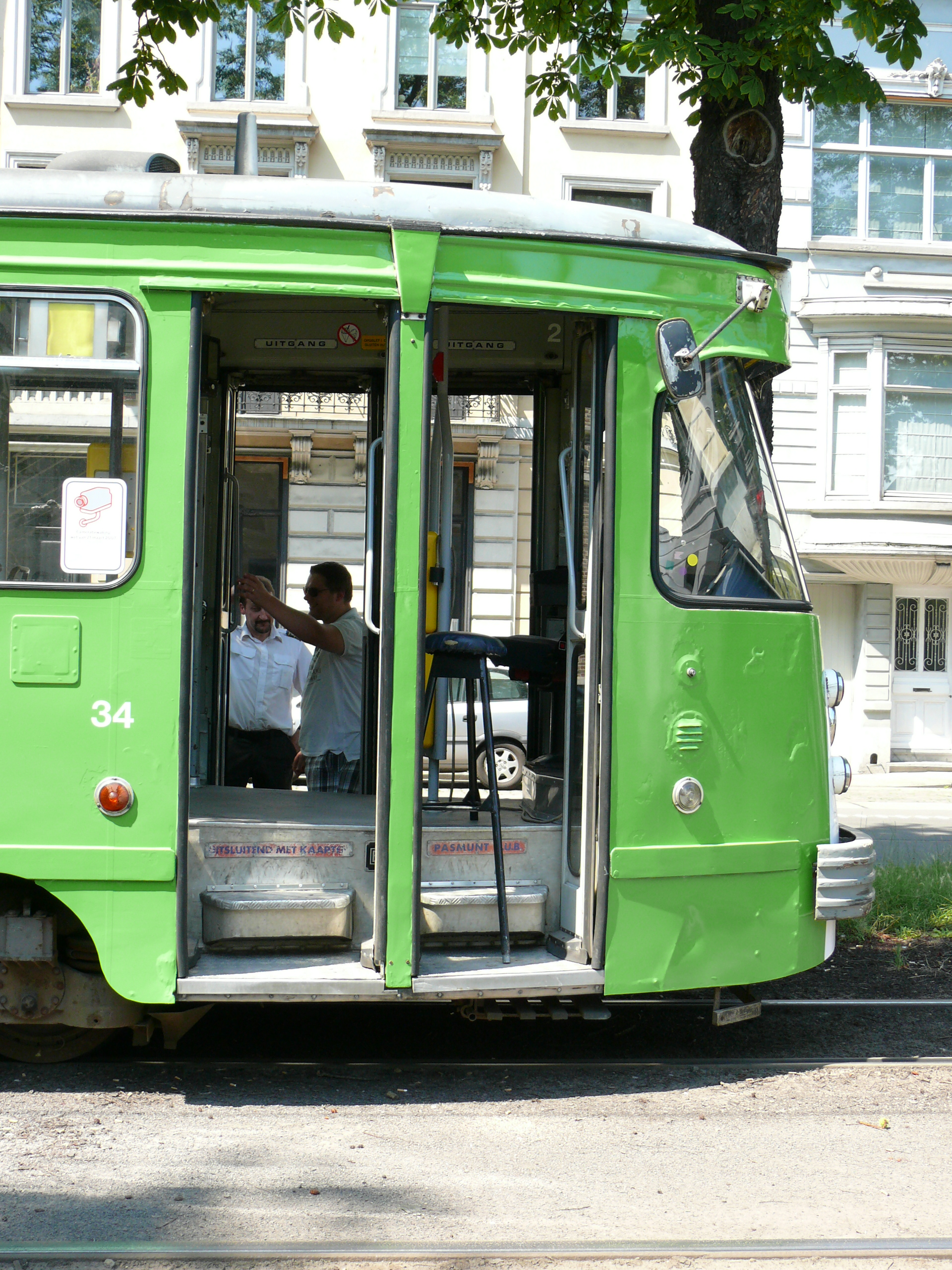
Les rames type PCC sont dotées de trois marches, qui en rendent l'accès aux personnes à mobilité réduite très malcommode.
- Vidéo d'une rame rénovée dans le centre-ville en 2006

### Bochum
Afin de satisfaire aux besoins de la croissance du réseau, celui-ci fit l'acquisition de rames d'occasion.
Une première expérience fut l'acquisition du tramway PCC n°507 du tramway de Saint-Étienne, en 1993. Il servit peu et fut rapidement retiré du service ; ses bogies furent réutilisées pour les autres motrices PCC.
Dans un second temps, le réseau acquit des motrices Düwag d'occasion auprès du réseau de Bochum. Il s'agit de tramways Düwag GT6 articulés construits entre 1957 et 1969. La première motrice est arrivée à Gand le 11 mai 1994, où elle a été immatriculée 55 (puis 60 le 19 septembre 1994). Cette rame a été mise en service commercial le 1er septembre 1994. Au total, neuf de ces tramways de Bochum (où ils portaient les numéros 29, 20, 19, 22, 23, 27, 11, 14, 16) ont servi à Gand sous les numéros 6260 à 6265 et 6267 à 6269, jusqu'en avril 1998, époque à laquelle ils ont été mis à la ferraille ou renvoyés en Allemagne pour servir de réserve de pièces détachées.
La courte carrière de ces trams fut émaillée de plusieurs accidents imputés à un problème de freinage ; malgré un essai d'amélioration des freins vers 1998, une collision entre deux trams qui entraîna des dégâts irréparables à la motrice 60 coupa court à la carrière des trams Düwag à Gand. À noter que des trams identiques provenant de Bochum ainsi que d'autres villes allemandes furent utilisés avec davantage de succès sur le réseau de Lille.

### HermeLijn
Le 14 mars 2000 ont été mises en service les premières rames à plancher bas de cinq éléments articulés, type HermeLijn (nl), de 30 mètres de longueur. Elles permettent d'accueillir 250 voyageurs, soit bien plus les rames PCC et sont accessibles, elles, aux personnes handicapées ou chargées de bagages.
Ces rames ont été construites conjointement par Siemens et Bombardier de 1999 à 2008, et une nouvelle commande a été passée en 2011 pour la livraison de 88 nouvelles rames destinées tant au réseau de tramway d'Anvers qu'à celui de Gand ; pendant les vacances d'été certains de ces trams sont prêtés à la ligne du tramway de la côte belge. Quarante-quatre de ces nouvelles rames feront 44 mètres de longueur et pourront transporter  340 passagers.
Le nom a été choisi par concours auprès des conducteurs de tram gantois. Le mot hermelijn signifie hermine en néerlandais, la dernière syllabe avec L majuscule fait allusion à la compagnie De Lijn, et la longueur et la livrée blanche de ces véhicules font penser à une hermine en pelage d'hiver.

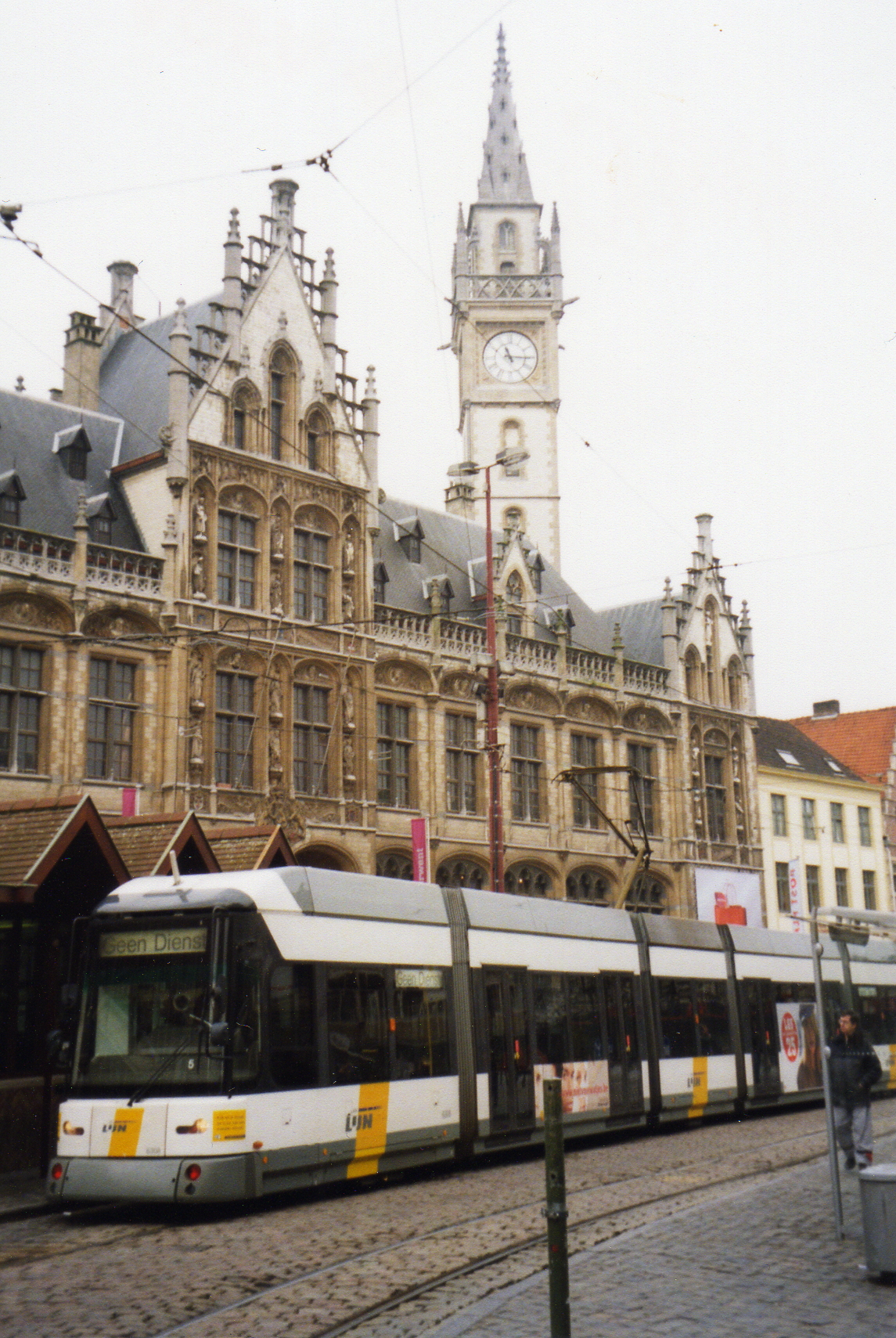
Rame HermeLijn en 2004, devant l'ancien Hôtel des Postes
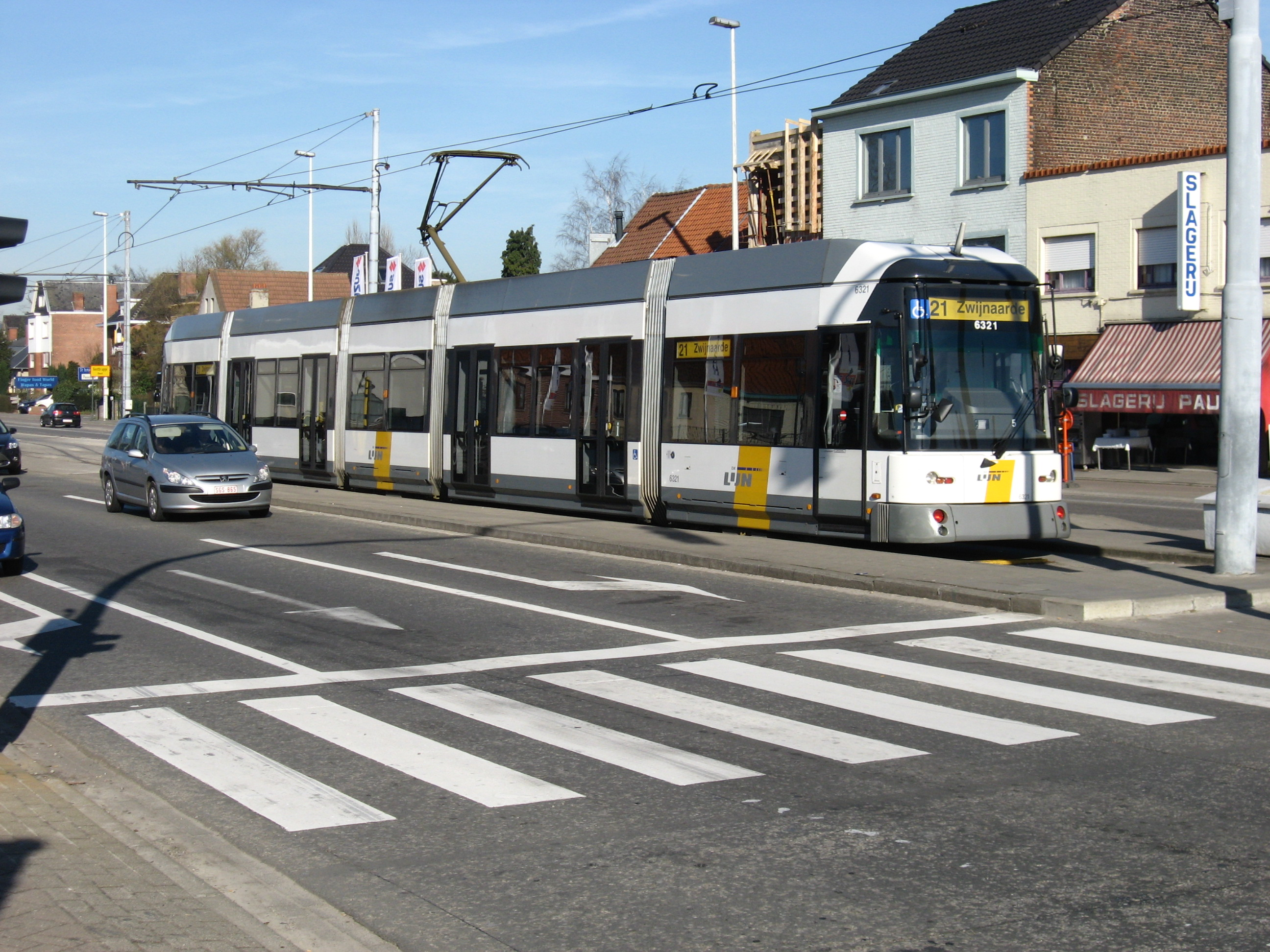
Rame 6321 en 2008, au terminus de Melle.
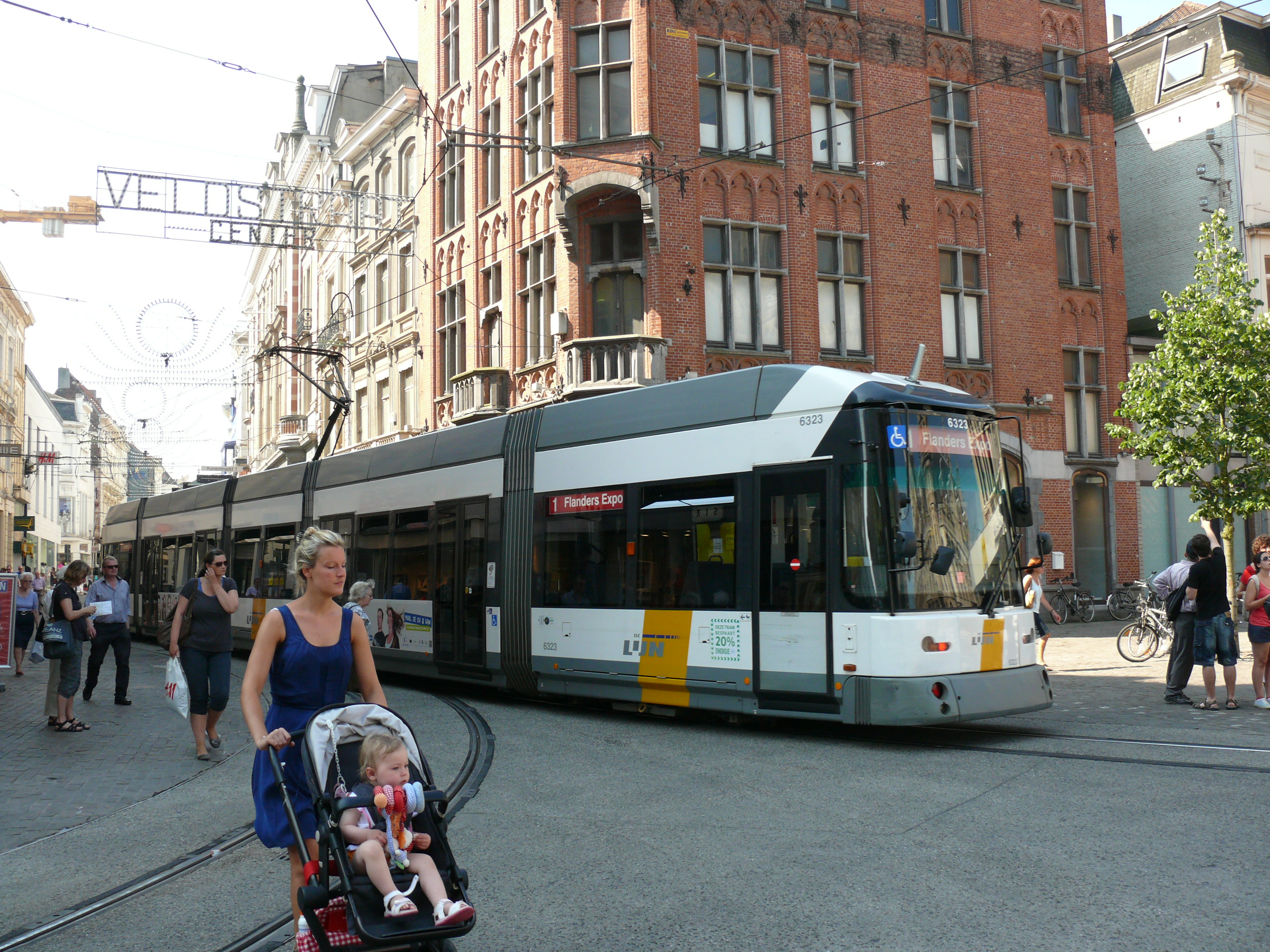
Rame 6323 en 2012, s'engageant sur Cataloniëstraat
- Vidéo en 2006 d'une rame HermeLijn circulant à Gand

### Flexity 2
Une commande de 10 rames est passée en 2012 par De Lijn (commande combinée avec Anvers qui recevra 38 rames). Le commande porte sur 10 Flexity 2 de Bombardier. En 2015, 16 rames complémentaires sont commandées. Les rames commandées sont toutes bidirectionnelles pour une longueur de 43 m.

### CAF Urbos
En 2016, CAF remporte l'appel d'offres lancé par De Lijn pour 146 rames. 18 de ces rames sont destinées au réseau de Gand, il s'agit du modèle Urbos.
| Modèle                               | Série      | Nombre     | Numéro(s) de parc           | Mises en service | Réformes | En service | Observations - Particularités     |
| ------------------------------------ | ---------- | ---------- | --------------------------- | ---------------- | -------- | ---------- | --------------------------------- |
| Matériel ancien                      |            | 110        |                             | 1913             | 1974     | 0          |                                   |
| La Brugeoise et Nivelles PCC         | 6200       | 57         | 6201-6257                   | 1971-1974        |          | 21         | 12 trams ont été mis hors service |
| La Brugeoise et Nivelles PCC2        | 6200       | 22         | 6202-6223                   |                  |          | 22         | Modernisation des motrices PCC.   |
| Tramway PCC de Saint-Etienne         | 507        | 1          |                             | 1993             | 1993     |            | ex-tramway de Saint-Etienne       |
| Düwag GT6                            |            |            | 6260 à 6265 et 6267 à 6269, | 1994             | 1998     |            | ex-tramway de Bochum              |
| Bombardier Siemens NGT6 Hermelijn 1  | 6300       | 14         | 6301-6314                   | 1999-2008        |          |            |                                   |
| Bombardier Siemens NGT6 Hermelijn 2A | 6300       | 17         | 6315-6331                   | 1999-2008        |          |            |                                   |
| Bombardier Siemens NGT6 Hermelijn 2B | 6300       | 10         | 6331-6341                   | 1999-2008        |          |            |                                   |
| Bombardier Flexity 2 Albatros        | supertrams | 26 (10+16) | 6351-6360                   |                  |          |            |                                   |
| CAF Urbos 3                          |            | 18         |                             |                  |          |            |                                   |